# Quatre occupations

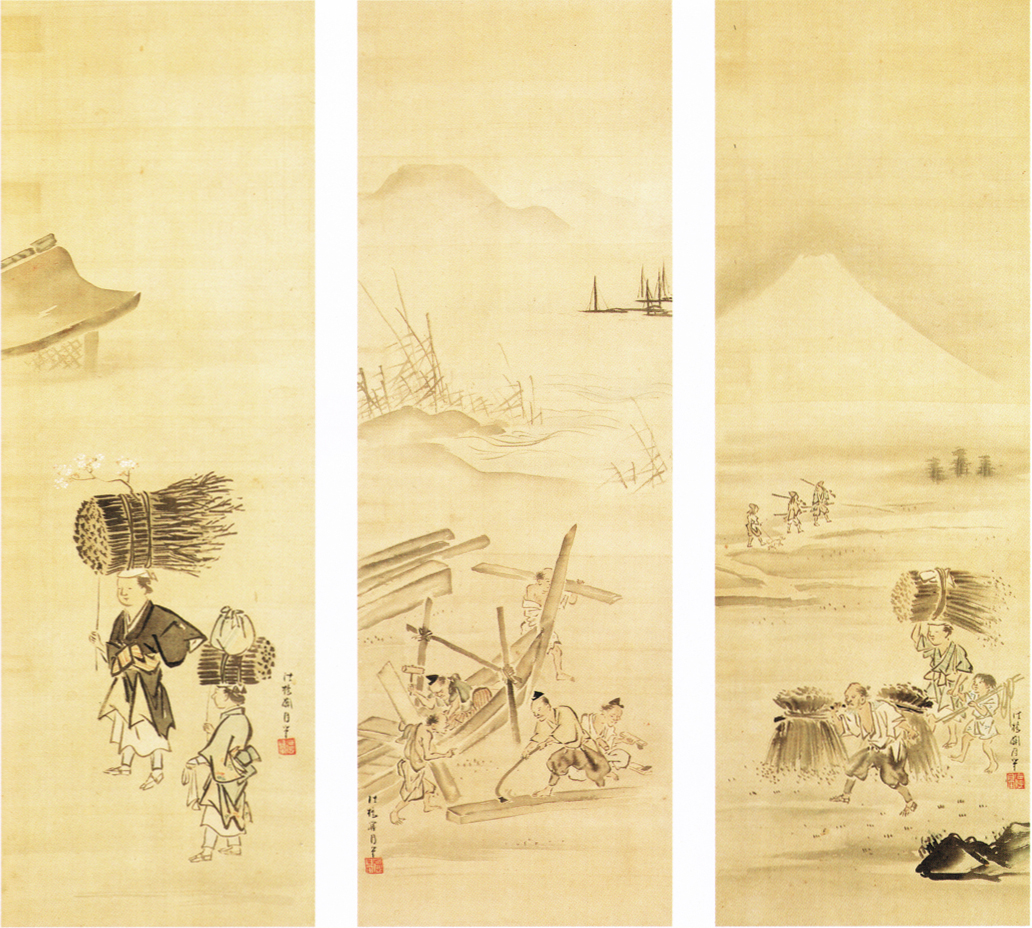
Paysans et artisans

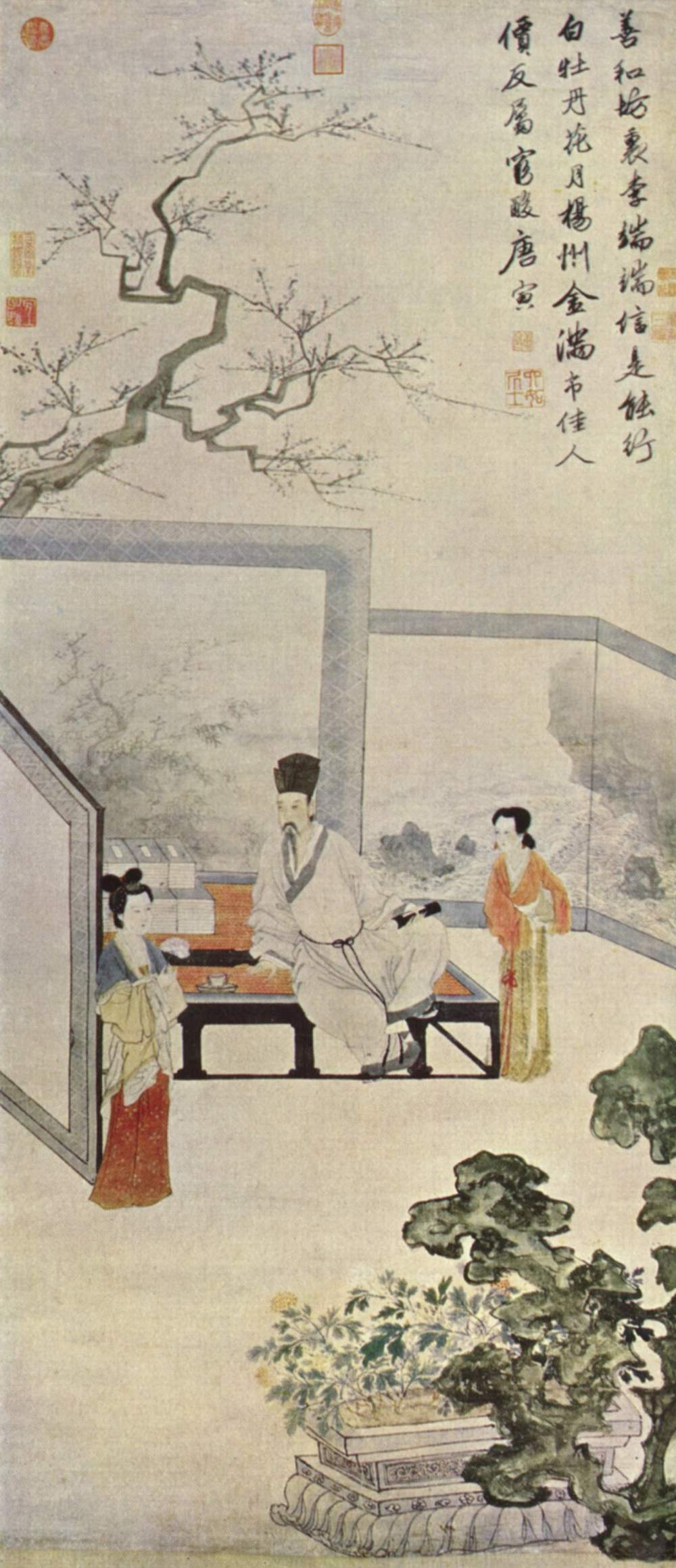
Peinture représentant un aristocrate lettré accompagné de courtisanes. Tang Yin, vers 1500

Les « quatre occupations » (ou parfois « quatre professions ») ou « quatre catégories du peuple » (en chinois simplifié : 士农工商 ; chinois traditionnel : 士農工商),, sont une structure de classe sociale hiérarchisée utilisée dans la Chine ancienne par des érudits confucéens ou légistes. Remontant à au moins la dynastie Zhou, elle est considérée comme un élément central de la structure sociale Fengjian (en) (vers 1046-256 av. J.-C.)
Ces quatre catégories sont les shi (aristocrates et lettrés), les nong (paysans), les gong (artisans) et les shang (marchands et commerçants).
Les quatre occupations ne sont pas toujours classées dans cet ordre,, et ne sont pas des classes socio-économiques : la richesse et le rang ne correspondent pas à ces catégories et ne sont pas non plus héréditaires,.
Ce système ne tient pas compte de tous les groupes sociaux présents dans la société chinoise prémoderne, et ses grandes catégories sont plus une idéalisation de la structure sociale qu'une réalité pratique. L'importance grandissante du commerce au sein de la société chinoise sous les Song et les Ming rend encore plus floues les frontières entre les quatre occupations. La définition de l'identité de la catégorie "shi" évolue au fil du temps, passant des guerriers aux érudits aristocratiques, puis aux fonctionnaires érudits. On assiste également à une fusion progressive entre la catégorie des riches marchands et celle des nobles propriétaires terriens, qui culmine à la fin de la dynastie Ming.
D'une certaine manière, ce système de classes sociales est adopté dans toute la sphère culturelle chinoise. Au Japon, il est appelé "Shi, nō, kō, shō" (士農工商, shinōkōshō). Si les trois classes situées sous la classe "Shi" sont des classifications aussi bien sociales que professionnelles,,, le "Shi" est modifié pour devenir une classe héréditaire, celle des samouraïs,. En coréen, il est appelé " Sa, nong, gong, sang " (사농공상), et en vietnamien " Sĩ, nông, công, thương (士農工商) ". Dans tous ces pays, la principale différence d'adaptation réside dans la définition de la classe shi (士).

## Origines

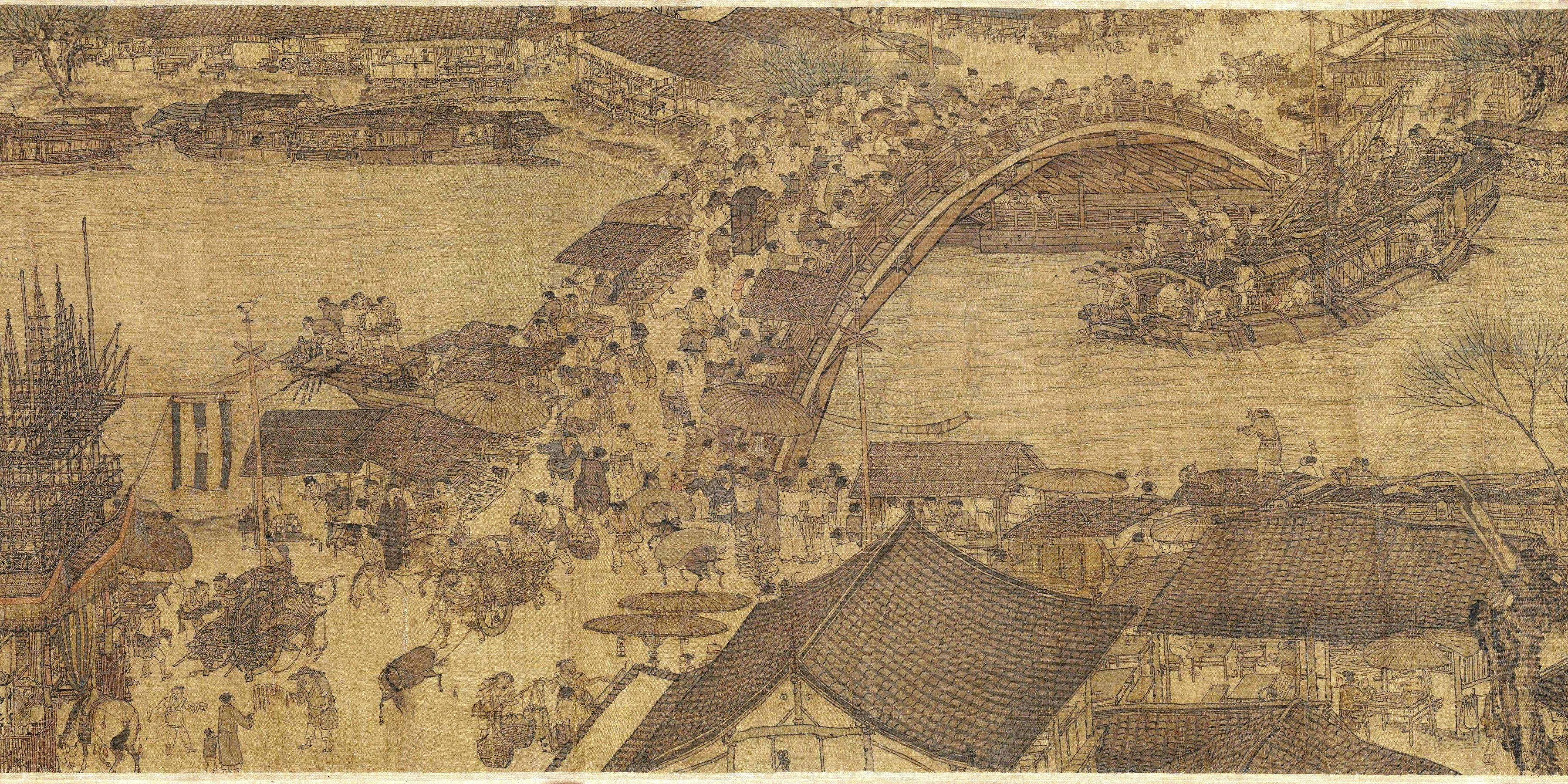
Scène de rue a Bianjing (correspond actuellement à la ville de Kaifeng)

Selon les écrits qui nous sont parvenus, la répartition des non-nobles en diverses catégories en Chine est employé pour la première fois pendant la période des Royaumes combattants (403-221 av. J.-C.). Malgré cela, Ban Gu (32-92 apr. J.-C.), un historien de la période de Han orientaux (25-220 apr. J.-C.) affirmé dans son Livre des Han que les "quatre occupations" existent depuis l'époque des Zhou occidentaux (vers 1050-771 av. J.-C.), une période qu'il voist comme un Age d'or. Cependant, on sait aujourd'hui que la classification des quatre occupations telle qu'elle est exposée par Ban Gu n'a pas existé avant le IIe siècle av. J.C. Dans le Livre des Han, Ban Gu explique la hiérarchie sociale de chaque groupe, en les présentant par ordre décroissant d'importance :
Érudits, agriculteurs, artisans et marchands ; chacun de ces quatre peuples avait sa propre profession. Ceux qui étudiaient pour occuper des positions de haut rang étaient appelés les shi (savants). Ceux qui cultivaient la terre et faisaient pousser les céréales étaient appelés nong (agriculteurs). Ceux qui faisaient preuve d'habileté (qiao) et fabriquaient des ustensiles étaient appelés gong (artisans). Ceux qui transportaient des objets de valeur et vendaient des marchandises étaient appelés shang (marchands).
Les Rites des Zhou décrivent les quatre occupations dans un ordre différent, les marchands précédant les agriculteurs. Le Guliang Zhuan, un texte datant de la dynastie Han, plaçe les marchands en deuxième position après les lettrés, et le Xunzi , un texte datant de la période des Royaumes combattants, place les agriculteurs avant les lettrés. Enfin, le Shuo Yuan mentionne une citation qui souligne l'idéal d'égalité entre les quatre occupations.
Selon Anthony J. Barbieri-Low, qui est professeur d'histoire de la Chine ancienne à l'Université de Californie à Santa Barbara, la classification des "quatre occupations" peut être considérée comme un simple artifice rhétorique qui n'a eu aucun effet sur la politique du gouvernement. Il note toutefois que, bien qu'aucune loi des codes Qin ou Han ne mentionne spécifiquement les quatre occupations, certaines lois traitaient ces quatre groupes comme des entités distinctes, bénéficiant de différents niveaux de privilèges légaux.
Les catégories sont classées selon un principe d'utilité économique pour l'État et la société de ceux qui les composent. C'est-à-dire que ceux qui utilisent l'esprit plutôt que les muscles (les érudits) sont placés en premier, suivis des agriculteurs, considérés comme les principaux créateurs de richesse, puis des artisans et enfin des marchands, considérés comme une perturbation sociale en raison de l'accumulation excessive de richesses ou de la fluctuation erratique des prix. En dessous des quatre occupations, on trouve les "gens moyens"  (chinois : 賤民 jiànmín), qui sont a l'écart de ceux pratiquant des professions "humiliantes" tels que les amuseurs et les prostituées.
Il n'y as pas de composante "héréditaire" dans les quatre occupations,, dans le sens ou, contrairement a l'idéologie qui sous-tend le féodalisme européen, les gens ne naissent pas dans des classes spécifiques ou ils doivent rester toute leur vie. Par exemple, un fils né d'un artisan gong peut faire partie de la classe des marchands shang, et ainsi de suite. De même, en théorie, tout homme peut devenir fonctionnaire en passant les examens impériaux.
À partir du IVe siècle avant J.-C., les shi et certains riches marchands portent de longues robes en soie, tandis que les travailleurs portent des pantalons.

## Shī (士)

### Une ancienne classe de guerriers

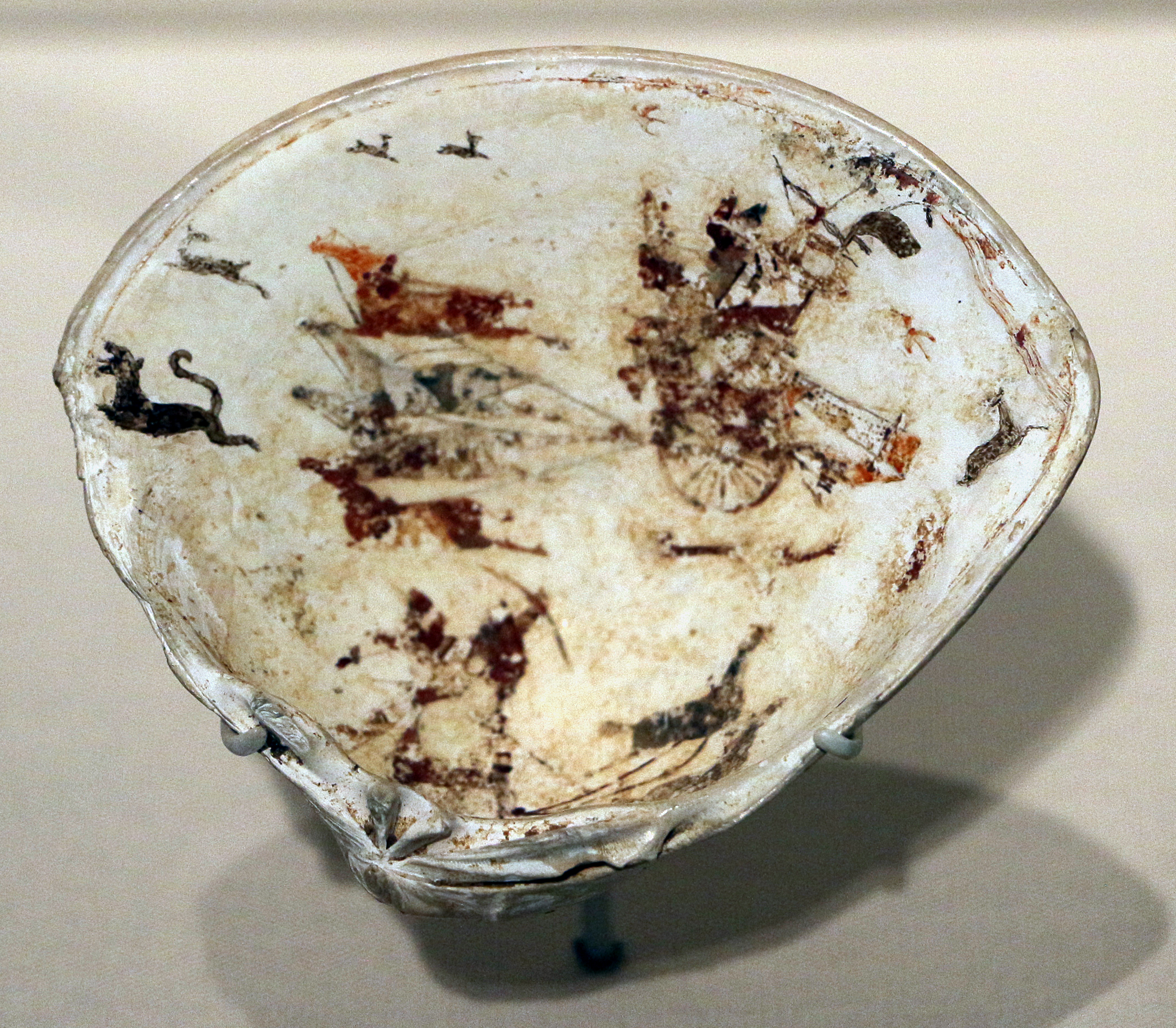
Archer dans un Char vers 300 Av .J.C

Sous les anciennes dynasties Shang (1600-1046 av. J.-C.) et Zhou (1046-771 av. J.-C.), les shi sont vus comme un ordre social de composé de chevaliers issus d'une lignée aristocratique de bas niveau par rapport aux ducs et aux marquis. Cette classe sociale se distingue par son droit à monter sur des chars et à commander des troupes lors des batailles à partir desdits chars, tout en remplissant également des fonctions civiles. Ils montent en puissance lorsque le travail du bronze se répand en Chine à partir de 1300 av. J.-C., ce qui permet aux armes de gagner en efficacité. Les shi passent du statut de chevaliers à pied à celui d'archers sur char, combattant avec un arc composite recourbé, une épée à double tranchant appelée jian, et une armure.
Les shi suivent un code de chevalerie très strict. Ainsi, lors de la bataille de Zheqiu, en 420 av. J.-C., un shi nommé Hua Bao tire sur un autre shi, Gongzi Cheng, et le manque. Au moment où il s'apprête à tirer à nouveau, Gongzi Cheng déclare qu'il n'était pas chevaleresque de tirer deux fois sans lui permettre de riposter. Hua Bao baisse son arc et est aussitôt abattu,. En 624 avant J.-C., un shi disgracié de l'État de Jin mène une charge suicidaire de chars pour redorer son blason, renversant ainsi le cours de la bataille. Lors de la bataille de Bi, en 597 av. J.-C., les chars de guerre en déroute du Jin s'enlisent dans la boue, mais les troupes ennemies qui les poursuivent s'arrêtent pour les aider à se déloger, ce qui leur permet de s'enfuir.
Au cours de la période des Royaumes combattants  (403-221 av. J.-C.), les chars sont éclipsée par la cavalerie montée et les unités d'infanterie dotées d'arbalétriers efficaces. En conséquence, la participation des shi aux batailles diminue, les dirigeants de l'époque recherchant des hommes ayant une véritable formation militaire, et non pas seulement une éducation aristocratique. C'est également à cette époque que les écoles philosophiques fleurissent en Chine et que les hommes d'État se mettent a accorder une grande importance aux activités intellectuelles. C'est ainsi que les shi finissent par être réputés non pas pour leurs talents de guerriers, mais pour leur érudition, leurs compétences en matière d'administration, ainsi que pour leur éthique et leur moralité solides, soutenues par des écoles philosophiques concurrentes.

### Les érudits

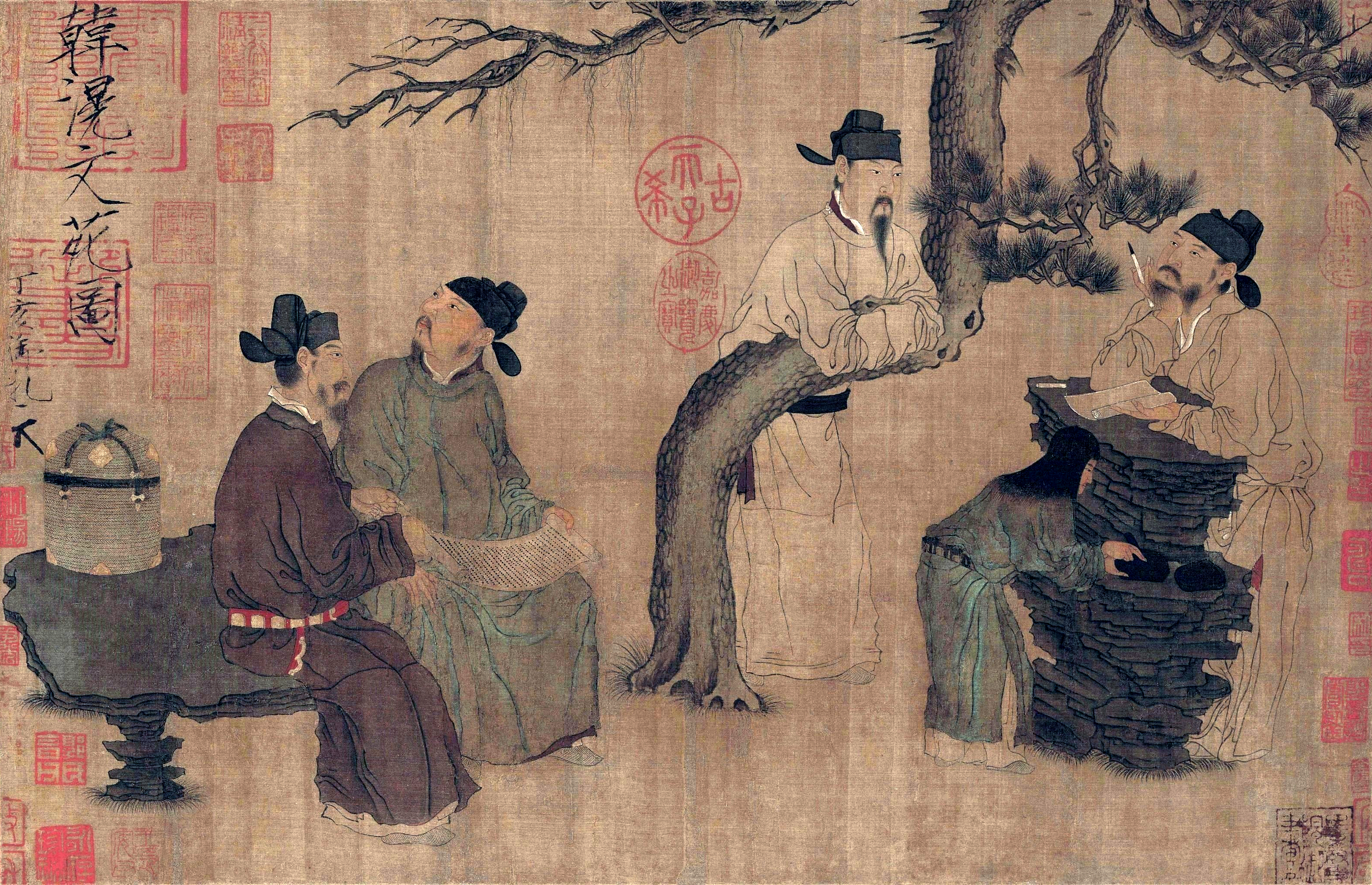
Un Jardin Littéraire, par Zhou Wenju, 10e siècle.

C'est pendant le règne du duc Xiao de Qin, aidé par son premier ministre réformateur Shang Yang (d. 338 av. J.-C.), que l'État de Qin est transformé par une série de réformes inspirées par une nouvelle philosophie méritocratique mais sévère, le légalisme. Cette philosophie met l'accent sur des punitions sévères pour ceux qui désobéissent aux lois, ces dernières devant être connues de tous, tout en récompensant ceux qui travaillent pour l'État et s’efforcent avec diligence d'obéir aux dites lois. Ces réformes sont un moyen de diminuer le pouvoir de la noblesse et une des raisons de la transformation de la classe shi de guerriers-aristocrates en fonctionnaires motivés par le mérite. Lorsque la dynastie Qin (221-206 av. J.-C.) unifie la Chine sous le système légaliste, le premier empereur, Qin Shi Huang, préfère confier l'administration à des fonctionnaires dévoués plutôt qu'à la noblesse. Ce choix met fin au féodalisme en Chine et le remplace par un système de gouvernement centralisé et bureaucratique. Ce type de gouvernement créé par le premier empereur et ses conseillers est réutilisé par les dynasties suivantes pour structurer leur propre gouvernement,,. Cependant, les mesures oppressives des Qin vont entrainer la chute de la dynastie, une guerre civile éclatant peu de temps après la mort de l'empereur.

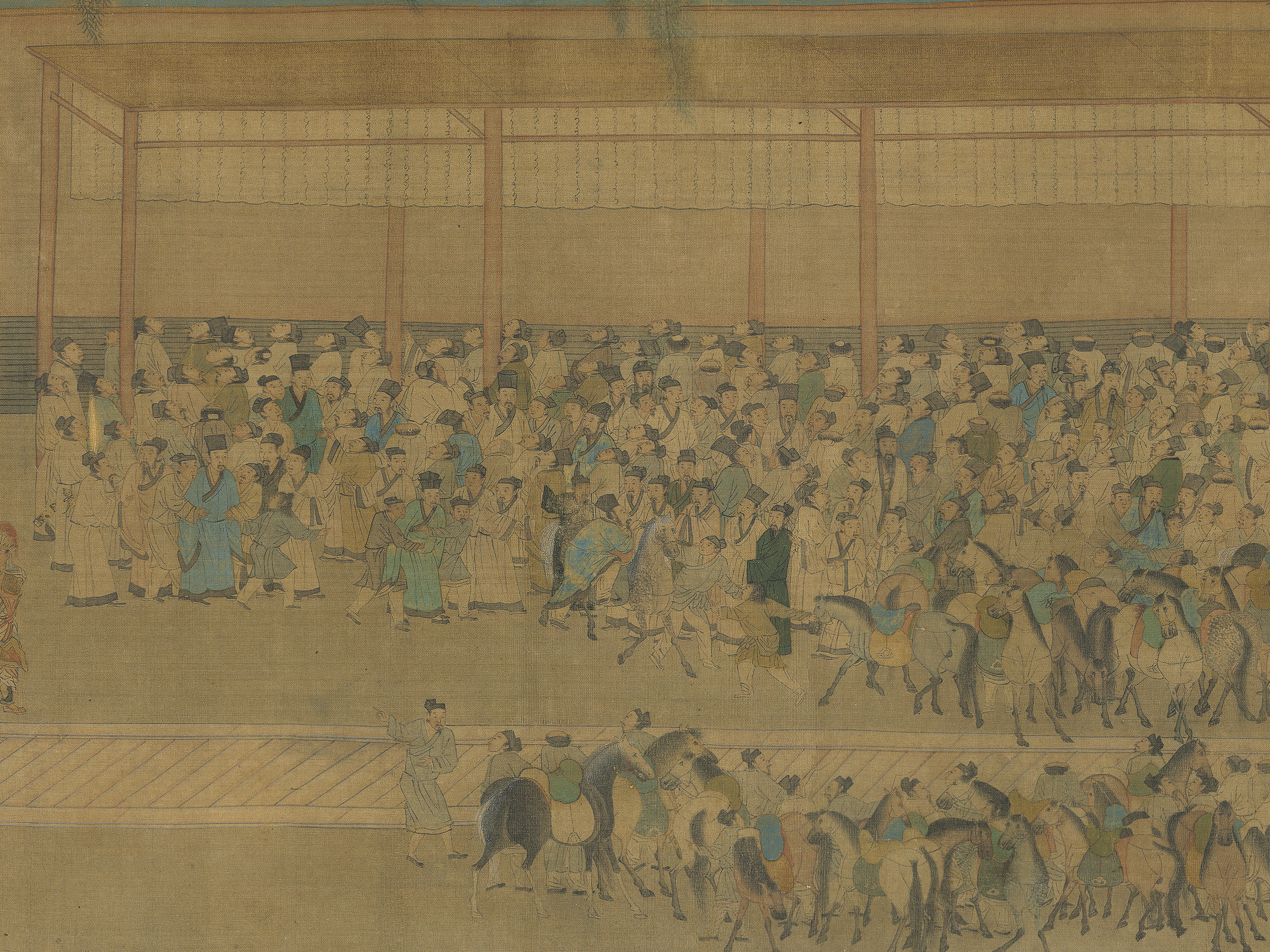
Les candidats se rassemblent autour du mur où sont affichés les résultats. Cette annonce était connue sous le nom de "publication du rôle" (放榜). (vers 1540, par Qiu Ying)

Le vainqueur de cette guerre est Liu Bang, qui fonde la dynastie Han (202 av. J.-C. - 220 ap. J.-C.), qui règne pendant quatre siècles sur la Chine. En 165 av. J.-C., l'empereur Wen introduit la première méthode de recrutement dans la fonction publique par le biais d'examens. Mais les plus grands changements ont lieu pendant le règne de l'empereur Wu (r. 141-87 av. J.-C.). Ce dernier embrasse pleinement les idées de Confucius en matière de gouvernement, en mettant en place un système de recommandation et de nomination dans la fonction publique, connu sous le nom de xiaolian, et en fondant une académie nationale,,, au sein de laquelle les fonctionnaires sélectionnent des candidats pour participer à un examen portant sur les classiques confucéens. L'empereur Wu sélectionnait ensuite les nouveaux fonctionnaires entrant au service de l'État en fonctions de leurs résultats à ces examens.
Sous les dynasties Sui (581-618) et Tang (618-907), la classe shi commence à prendre la forme d'un système d'examens entièrement normalisés pour intégrer la fonction publique, et du recrutement d'une partie de ceux qui ont réussi ces examens et obtenu un diplôme officiel. Cependant, le recrutement sur recommandations reste important durant ces deux dynasties. Ce n'est que sous la dynastie Song (960-1279) que le recrutement de ceux qui ont réussi les examens et obtenu des diplômes est davantage mis en avant et se développe considérablement, au point de devenir la norme. C'est à cette période que la classe shi devient moins aristocratique et plus bureaucratique, en raison de la nature hautement compétitive des examens sous les Song.
En plus de servir dans l'administration et le système judiciaire, les fonctionnaires érudits s'occupent également des services sociaux financés par le gouvernement, tels que des écoles préfectorales ou de Xian, des hôpitaux publics gratuits, des maisons de retraite et des cimetières pour les indigents,,. Certains érudits, comme Shen Kuo (1031-1095) et Su Song (1020-1101), touchent à tous les domaines connus de la science, des mathématiques, de la musique et de l'art de gouverner; tandis que d'autres, comme Ouyang Xiu (1007-1072) ou Zeng Gong (1019-1083), sont des pionniers dans les domaines de l'épigraphie, de l'archéologie et de la philologie,.

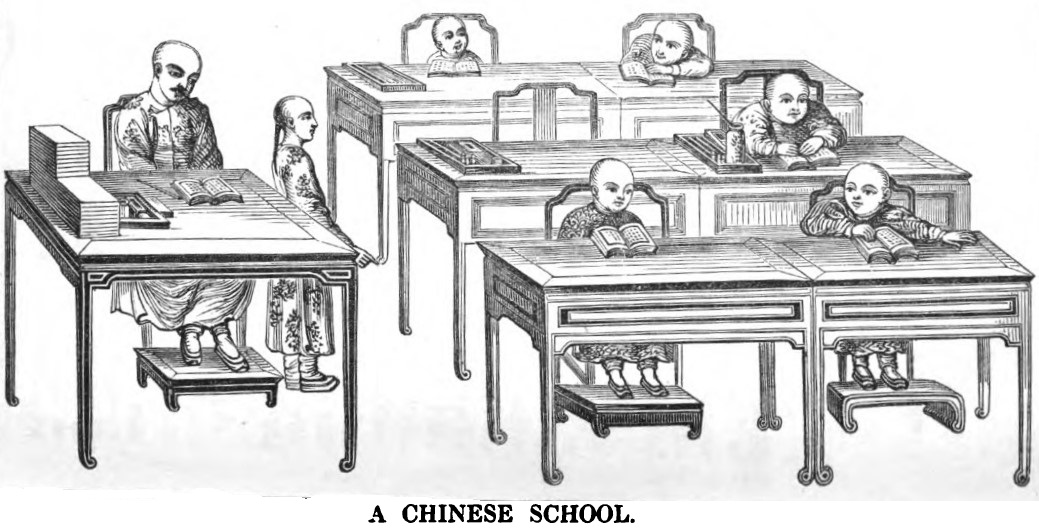
Une école chinoise (1847)

Du XIe au XIIIe siècle, le nombre de candidats aux examens augmente de façon spectaculaire, passant de 30 000 à 400 000 à la fin de la dynastie Song. La généralisation de l'imprimerie, grâce à la gravure sur bois et aux caractères mobiles, favorise la diffusion des connaissances parmi les lettrés de la société, permettant ainsi à un plus grand nombre de personnes de devenir des candidats pour l'obtention d'un diplôme prestigieux,. Alors que le nombre de postes officiels reste constant, les diplômés qui ne sont pas nommés au gouvernement fournissent des services essentiels aux communautés locales, tels que le financement de travaux publics, la gestion d'écoles privées, l'aide au recouvrement des impôts, le maintien de l'ordre ou la rédaction d'index géographiques locaux,,,.

## Nóng (农/農)
Depuis le néolithique en Chine, l'agriculture est un élément clé de l'essor de la civilisation chinoise et de toutes les autres civilisations. EN effet, la nourriture produite par les paysans nourrit l'ensemble de la société, tandis que l'impôt foncier prélevé sur les parcelles des paysans et les grandes propriétés des propriétaires terriens constitue une grande partie des revenus des dynasties régnantes de la Chine pré-moderne. L'agriculteur est donc un membre précieux de la société et, même s'il n'est pas considéré comme faisant partie de la classe shi, les familles des shi sont généralement des propriétaires terriens qui produisent diverses denrées alimentaires.

Système dit «puits-champ» (井田 jǐngtián).

Entre le neuvième siècle avant J.-C., soit la fin de la période des Zhou de l'Ouest, et la fin de la période des Royaumes combattants, les terres agricoles sont exploitées selon le système dit «puits-champ» (井田, jǐngtián). Les terres sont cultivées par groupes de neuf parcelles formant un carré, la parcelle centrale étant le «puits» (公田; gōngtián). Huit foyers paysans cultivent chacun une des huit parcelles extérieures (私田; sītián), dont ils gardent la récolte; la parcelle centrale dont le produit revient au seigneur étant cultivée par les huit foyers en commun.
Lorsque ce système devient économiquement intenable au cours de la période des Royaumes combattants, il est remplacé par un système de propriété foncière privée. Ce système est suspendu pour la première fois dans l'État de Qin par Shang Yang et d'autres États ont rapidement suivi.
De 485 à 763 ap. J.-C., soit principalement sous les dynasties Sui et Tang, les terres sont distribuées équitablement aux agriculteurs dans le cadre du Systéme des champs égaux (en)(均田),,. Dans ce système, on attribue aux familles des parcelles de terre en fonction du nombre d'hommes valides, y compris les esclaves, qu'elles comptaient. Une femme a droit à une parcelle plus petite. Lorsque le contrôle du gouvernement sur le pays s’affaiblit au 8e siècle, lors de la déliquescence de la dynastie Tang, les terres retombent entre les mains de propriétaires privés.
Sous la dynastie Song (950-1279), les paysans se consacrent à la production à petite échelle de vin, de charbon de bois, de papier, de textiles et divers autres produits.
Sous la dynastie Ming (1368-1644), la classe socio-économique des agriculteurs se distingue de plus en plus d'une autre classe sociale parmi les quatre occupation : les artisans. En effet, les artisans commencent à travailler dans les fermes pendant les périodes d'abondance, tandis que les agriculteurs se rendent souvent en ville pour trouver du travail pendant les périodes de disette. La distinction entre la ville et la campagne est floue dans la Chine des Ming, puisque les zones suburbaines avec des fermes sont situées juste à l'extérieur et, dans certains cas, à l'intérieur des murailles d'une ville.

## Gōng (工)

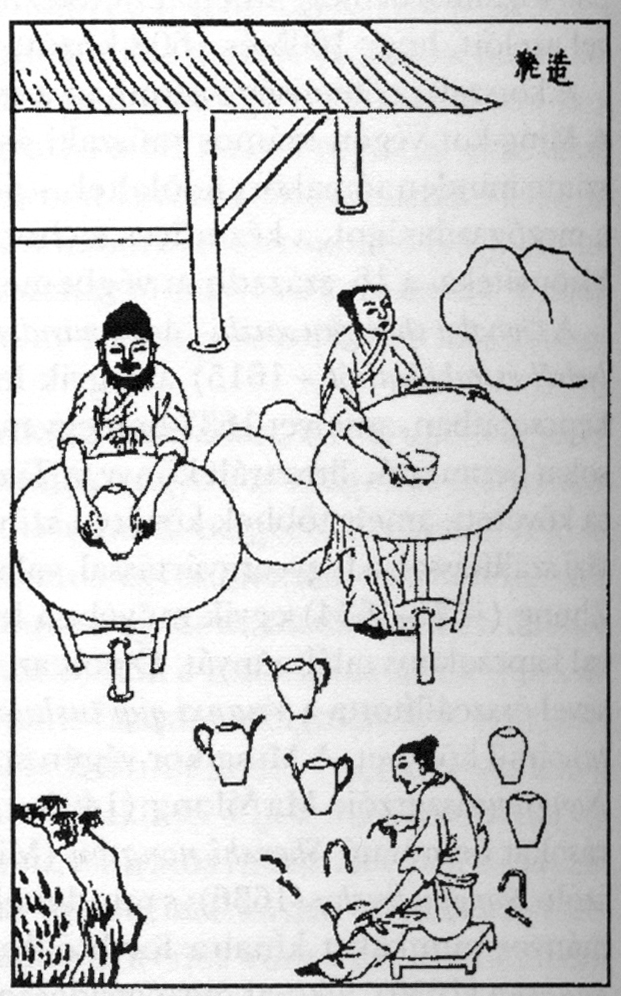
Atelier de poterie sous la dynastie Ming

Les artisans, dont la classe est identifiée par le sinogramme "工" signifiant "travail", ressemblent beaucoup aux agriculteurs en ce sens qu'ils produisent des biens essentiels pour eux-mêmes et pour le reste de la société. Bien qu'ils fournissent peu de revenus à l'État, car bien souvent ils ne sont pas propriétaires terriens, et ne peuvent donc pas étre taxés, les artisans sont théoriquement plus respectés que les marchands. Depuis l'Antiquité chinoise, le savoir-faire des artisans est transmis oralement de père en fils, même si les travaux des architectes et des constructeurs de bâtiments sont parfois codifiés, illustrés et classés dans des ouvrages écrits en chinois.
Les artisans sont employés par le gouvernement ou travaillent à titre privé. Un artisan prospère et hautement qualifié peut souvent obtenir suffisamment de capital pour engager des apprentis et/ou des ouvriers, qu'il supervise personnellement. Les artisans peuvent donc créer leurs propres petites entreprises en vendant leur travail et celui des autres et, comme les marchands, ils forment leurs propres guildes.
Les chercheurs ont souligné l'augmentation du travail salarié dans les ateliers de la fin de la dynastie Ming et au début de celle des Qing, dans les secteurs du textile, du papier et diverses autres industries,. Ces changements permettent de produire à grande échelle en utilisant de nombreux petits ateliers, chacun avec une petite équipe d'ouvriers sous la direction d'un maître artisan.

Même si les architectes et les bâtisseurs ne sont pas aussi tenus en aussi haute estime que les fonctionnaires érudits, certains ingénieurs en architecture sont largement acclamés pour leurs réalisations. Le Yingzao Fashi, imprimé en 1103, est un manuel d'architecture rédigé par Li Jie (1065-1110), et parrainé par l'empereur Song Huizong (r. 1100-1126), qui est, à l'origine, destiné aux agences gouvernementales chargées des travaux publics. Très rapidement, il est imprimé en de nombreux exemplaires et diffusé dans toute la Chine, au profit des artisans lettrés de tout le pays,.

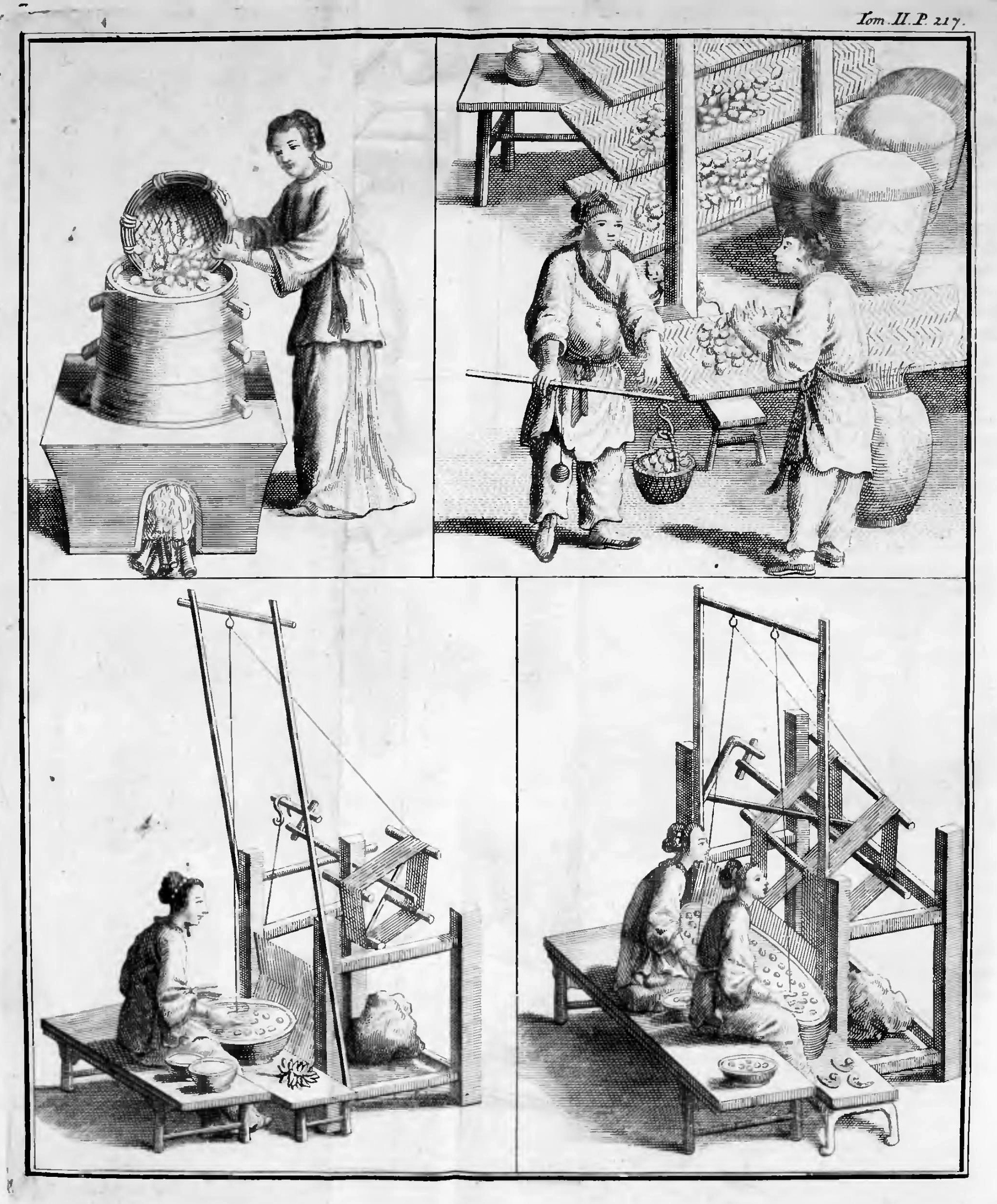
Travailleurs des industries de la porcelaine et de la soie (début du 18e siècle)

À la fin de la dynastie Ming, de nombreux fours à porcelaine sont créés, ce qui permet à la Chine de jouir d'une certaine prospérité économique. Les empereurs Qing, comme l'empereur Kangxi, favorisent la croissance des exportations de porcelaine en autorisant l'organisation d'un commerce maritime privé, ce qui profite aux familles propriétaires de fours privés. Très vite, apparait un type de porcelaine chinoise destiné a l'exportation, et conçue uniquement pour le marché européen. Elle est impopulaire auprès des chinois, car elle n'as pas la signification symbolique des articles produits pour le marché intérieur chinois,. Mais la production de cette porcelaine a exporter est importante, car c'est un produit commercial très populaire.
En Chine, l'élevage des vers à soie est à l'origine une activité réservé aux femmes, et de nombreuses femmes sont employées dans l'industrie de la fabrication de la soie. Même si, malgré les précautions des autorités chinoises, la méthode de la production de soie se répand dans le reste du monde, la Chine de la dynastie Song réussi a conserver un quasi-monopole sur la fabrication. Ce grâce à une industrialisation à grande échelle de ladite production, par le biais du métier à tisser à deux personnes, de la commercialisation de la culture du mûrier et de la production en usine. Certains auteurs ont comparé l'organisation du tissage de la soie dans les villes chinoises du XVIIIe siècle au système domestique utilisé dans les industries textiles européennes entre le XIIIe et le XVIIIe siècle. En effet, avec le développement du commerce interrégional de la soie, les maisons marchandes commencent à organiser la fabrication pour garantir leur approvisionnement, en fournissant de la soie aux ménages pour qu'ils la tissent et en les payant à la pièce.

## Shāng (商)

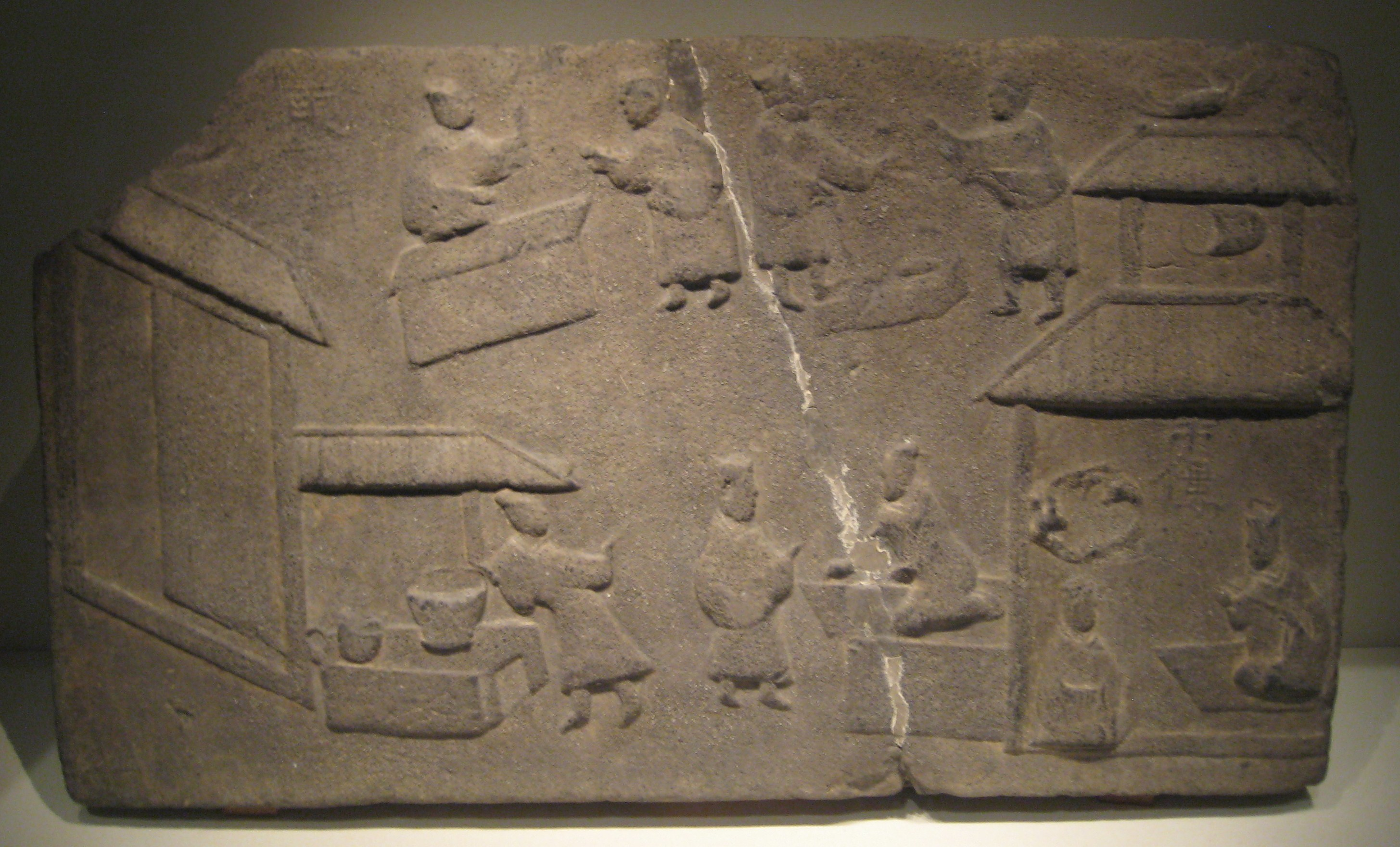
Description d'un marché sous la dynastie Han

Dans la Chine pré-impériale, les marchands sont considérés comme indispensables à la circulation des biens essentiels. Le légendaire Empereur Shun aurait été un marchand, avant de recevoir le trône de son prédécesseur. Les objets retrouvés lors des fouilles archéologiques et les inscriptions retrouvées sur les os oraculaires, suggèrent qu'un statut élevé est alors accordé à l'activité marchande. Au cours de la Période des Printemps et Automnes, le Duc Huan de Qi, alors hégémon de la Chine, nomme Guan Zhong, un marchand, au poste de Premier ministre. Ce dernier réduit les taxes pour les marchands, construit des aires de repos pour ces derniers et encourage les autres seigneurs à réduire les droits de douane.
Dans la Chine impériale, les marchands, les négociants et les colporteurs de marchandises sont considérés par l'élite savante comme des membres essentiels de la société, tout en étant les moins estimés au sein des  quatre occupations. En effet, ils sont également considérés comme une menace pour l'harmonie sociale, en raison de leur capacité a acquérir des revenus très importants, de leur capacité a manipuler le marché ou de l'exploitation des fermiers.
Cependant, tout au long de l'histoire de la Chine, la classe des marchands est généralement riche et exerce une influence considérable au-delà de son statut social supposé. Ainsi, le philosophe confucéen Xun Zi , vivant à la fin de la période des Royaumes combattants, au IIIe siècle av. J.-C., encourage la coopération et les échanges économiques. La distinction entre la noblesse et les marchands n'est pas aussi claire ou ancrée qu'au Japon et en Europe, et les marchands sont même bien accueillis au sein de la noblesse s'ils respectent les obligations morales confucéennes. De leur côté, les marchands acceptent et promeuvent la société confucéenne en finançant l'éducation, les œuvres caritatives, et en prônant les valeurs confucéennes de culture personnelle, d'intégrité, de frugalité et de travail acharné. À la fin de l'époque impériale, il est même courant dans certaines régions que les érudits se reconvertissent en marchands. Les recherches de William Rowe sur les élites rurales du Hanyang (Hubei) à la fin de la période impériale, montrent qu'il y a un très grand nombre de rapprochements et de mélanges entre les nobles et les marchands.
Les auteurs de la dynastie Han mentionnent des marchands possédant d'immenses étendues de terres agricoles. Un marchand qui possède des biens d'une valeur de mille catties d'or, soit l'équivalent de dix millions de pièces d'argent, est considéré comme un grand marchand. Une telle fortune est cent fois supérieure au revenu moyen d'un propriétaire terrien-cultivateur de la classe moyenne et éclipse le revenu annuel de 200 000 pièces de monnaie d'un marquis percevant les impôts d'un millier de foyers. Certaines familles de marchands amassent une fortune de plus de cent millions de pièces, ce qui équivaut à la richesse acquise par les plus hauts fonctionnaires du gouvernement. Les marchands itinérants sont souvent plus riches, grâce à leurs négoces qui impliquent tout un ensemble de villes au lieu d'une seule, et à leur mobilité, qui leur permet d'éviter d’être inscrits comme marchands sur les registres officiels. À partir du règne de l’empereur Han Gaozu, la loi interdit aux marchands enregistrés de porter des vêtements de soie, de monter à cheval ou d'occuper un poste au sein de l'administration. Le contraste avec les marchands  itinérants non enregistrés est frappant : le chroniqueur Chao Cuo (?? - 154 av. J.-C.) rapporte que ces derniers s'habillent de luxueux vêtements de soie, roulent dans des chariots tirés par des chevaux gras et sont assez riches pour s'associer avec les membres du gouvernement.

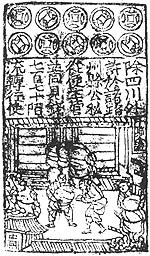
Les premiers billets de banque sont apparus en Chine au VIIe siècle sous la forme de reçus de marchands, avant de devenir une monnaie émise par le gouvernement au XIe siècle,,,.

Les recherches d'historiens, comme Yu Yingshi et Billy So, montrent qu'à mesure que le commerce prend de plus en plus  d'importance au sien de la société chinoise, à partir de la dynastie Song, le confucianisme commence progressivement à accepter, et même promouvoir les affaires et le commerce en tant que professions légitimes et viables; à condition que les marchands se tiennent à l'écart des actions contraires à l'éthique. Entre-temps, les marchands bénéficient également de l'éthique confucéenne et l'utilisent dans leurs pratiques commerciales. À l'époque des Song, les marchands sont souvent de connivence avec l'élite lettrée; et dès 955, les fonctionnaires érudits eux-mêmes font appel à des intermédiaires pour s'impliquer dans des affaires commerciales. Le gouvernement Song ayant pris le contrôle de plusieurs industries clés et imposé des monopoles d'État stricts, il se comporte lui-même comme une grande entreprise commerciale dirigée par des fonctionnaires érudits. L'État doit également composer avec les guildes marchandes : a chaque fois que l'État réquisitionne des marchandises et impose des taxes, il traite avec les chefs de guildes, qui garantissent des prix et des salaires équitables, par le biais d'intermédiaires officiels,.

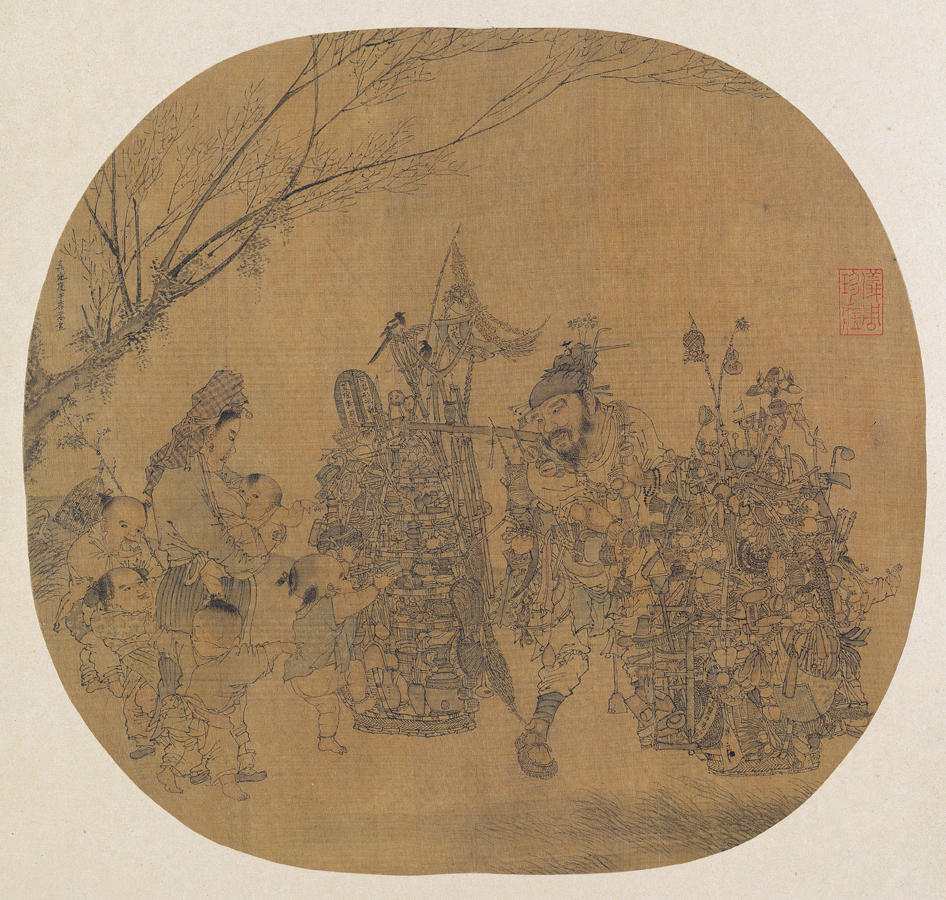
Peinture d'une femme et d'enfants entourant un colporteur de marchandises à la campagne, par Li Song (vers 1190-1225), datée de 1210 après J.-C.

À la fin de la dynastie Ming, les fonctionnaires doivent souvent solliciter des fonds auprès de puissants marchands pour construire de nouvelles routes, des écoles, des ponts, des pagodes, ou s'engager dans des industries essentielles, telles que la fabrication de livres, qui aidaient les membres de la petite noblesse à se former en vue des examens impériaux. Les marchands commencent à imiter le style de vie et les manières très cultivées des fonctionnaires érudits, afin de paraître plus cultivés et d'acquérir un plus grand prestige, en vue d'être acceptés par l'élite érudite. Ils achètent même des livres qui sont des sortes de guides expliquant comment avoir une conduite et un comportement corrects et qui promeuvent la moralité des marchands et l'éthique des affaires. Le statut social des marchands prend une telle importance,,, qu'à la fin de la période Ming, de nombreux fonctionnaires érudits n'hésitent pas à déclarer publiquement dans leur histoire familiale officielle que des membres de leur famille sont des marchands. La dépendance des fonctionnaires lettrés à l'égard des marchands reçoit un statut semi-légal, lorsque le fonctionnaire lettré Qiu Jun (1420-1495) soutient que l'État ne doit intervenir dans les affaires liées au commerce qu'en période de crise imminente et que les marchands sont le meilleur moyen de déterminer a quel point une nation est riche en ressources. La cour impériale suit cette ligne directrice en accordant aux marchands des licences pour le commerce du sel en échange de livraisons de céréales aux garnisons frontalières du nord. En fait, les Ming se sont rendu compte que les marchands peuvent acheter des licences de commerce du sel avec de l'argent et ainsi augmenter les revenus de l'État, au point que l'achat de céréales n'est plus un problème.
Les commerçants se regroupent au sein d'organisations connues sous le nom de huiguan, ou gongsuo. La mise en commun des capitaux des différents membres est populaire au sein de ces associations, car cela permet de répartir les risques et d'atténuer les obstacles à l'entrée sur le marché. Ils forment des partenariats connus sous le nom de huoji zhi (investisseur silencieux et partenaire actif), lianhao zhi (filiales), jingli fuzhe zhi (le propriétaire délègue le contrôle à un gestionnaire), xuetu zhi (apprentissage) et hegu zhi (actionnariat). Les marchands ont tendance à investir leurs bénéfices dans l'achat de vastes étendues de terres,.

## En dehors de la Chine
En dehors de la Chine, ces valeurs imprègnent et prévalent dans d'autres sociétés d'Asie de l'Est, où l'empire du Milieu exerce une influence considérable. Le Japon et la Corée sont fortement influencés par la pensée confucéenne, de sorte que les hiérarchies sociales de ces sociétés sont des décalques des "quatre occupations" de la Chine.

### Royaume de Ryukyu

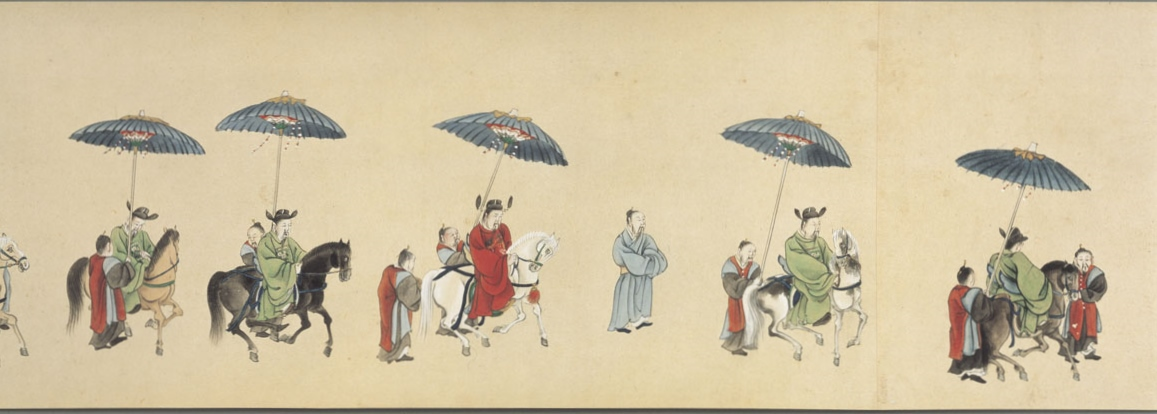
Envoyés de Ryukyu a Edo

Dans le royaume de Ryūkyū , on retrouve une hiérarchie sociale assez similaire a celle de la Chine, avec la classe savante des yukatchu. La grande différence avec les  Shi/érudits est que le statut de yukatchu est héréditaire et peut être acheté auprès du gouvernement, ce qui est un bon moyen de renflouer les finances du royaume qui sont souvent en déficit. En raison de la croissance de cette classe et du manque de postes gouvernementaux qui leur sont ouverts, Sai On, le régent, instructeur et conseiller du roi Shō Kei, autorise les yukatchu a devenir des marchands et des artisans, tout en conservant leur statut élevé. Il existe trois classes de yukatchu, les pechin, les satonushi et les chikudun, et les non-nobles peuvent être admis en récompense de services et de mérites exceptionnels. La ville de Shuri, la capitale du royaume de Ryukyu, dispose également d'une université et d'un système scolaire, ainsi que d'un système d'examen pour intégrer la fonction publique. Le gouvernement était géré par le Seissei (Premier ministre), le Sanshikan (Conseil des ministres) et le Bugyo (Les différentes administrations). Les Yukatchu qui échouent aux examens ou qui sont jugés inaptes à la fonction sont transférés à des postes obscurs et leurs descendants sont réduits à l'insignifiance. Les étudiants ryukyuans sont également inscrits à l'Académie nationale (Guozijian) en Chine, aux frais du gouvernement chinois, et d'autres étudient a titre privé dans des écoles de la province de Fujian, dans des domaines aussi variés que le droit, l'agriculture, le calcul calendaire, la médecine, l'astronomie et la métallurgie.

### Japon
Au Japon, l'occupation/catégorie shi devient une classe héréditaire, celle des samouraïs, et le mariage entre personnes de classe inégale devient socialement inacceptable. Si, à l'origine, ils sont une classe martiale, les samouraïs deviennent les administrateurs civils de leurs daimyōs sous le shogunat Tokugawa. Aucun examen n'est nécessaire pour occuper ces postes, car ils sont héréditaires. Les samouraïs représentent environ 5 % de la population et sont autorisés à porter un nom de famille.
Reproduisant le schéma Chinois, les érudits japonais décrivent la société comme étant composées de quatre classes sociales :  Shi-nō-kō-shō (士農工商), soit des "samouraïs, des paysans (hyakushō), des artisans et des marchands (chōnin)", tous socialement inférieurs au daimyo. 80 % de la population serait composé de paysans, qui arrivent dans la hiérarchie sociale juste après les samouraïs, suivis par les artisans et enfin les marchands. Cependant, diverses études menées depuis 1995 révèlent qu'en fait, les paysans, artisans et marchands ont un statut social quasi identiques, inférieur a celui des samouraïs. À la suite de ces études, l'ancien schéma hiérarchique est retiré des manuels d'histoire japonais. En d'autres termes, les paysans, les artisans et les marchands ne constituent pas une hiérarchie sociale, mais une classification sociale,,.
Au XVIe siècle, les seigneurs commencent à centraliser l'administration, en remplaçant l’octroît de fiefs par des allocations et en faisant pression sur leurs vassaux pour qu'ils s'installent dans les châteaux, loin de leurs bases de pouvoirs. Les commandants militaires sont renouvelés afin d'éviter la création de liens de loyauté personnels entre eux et leurs troupes. Les artisans et les marchands sont sollicités par ces seigneurs et reçoivent parfois des nominations officielles. Ce siècle est une période de mobilité sociale exceptionnelle, avec des cas de marchands descendants de samouraïs ou de roturiers devenus samouraïs. Au XVIIIe siècle, samouraïs et marchands sont intimement liés, malgré l'hostilité générale des samouraïs à l'égard des marchands qui, en tant que créanciers, sont tenus pour responsables des difficultés financières d'une classe de samouraïs criblée de dettes.

### Corée

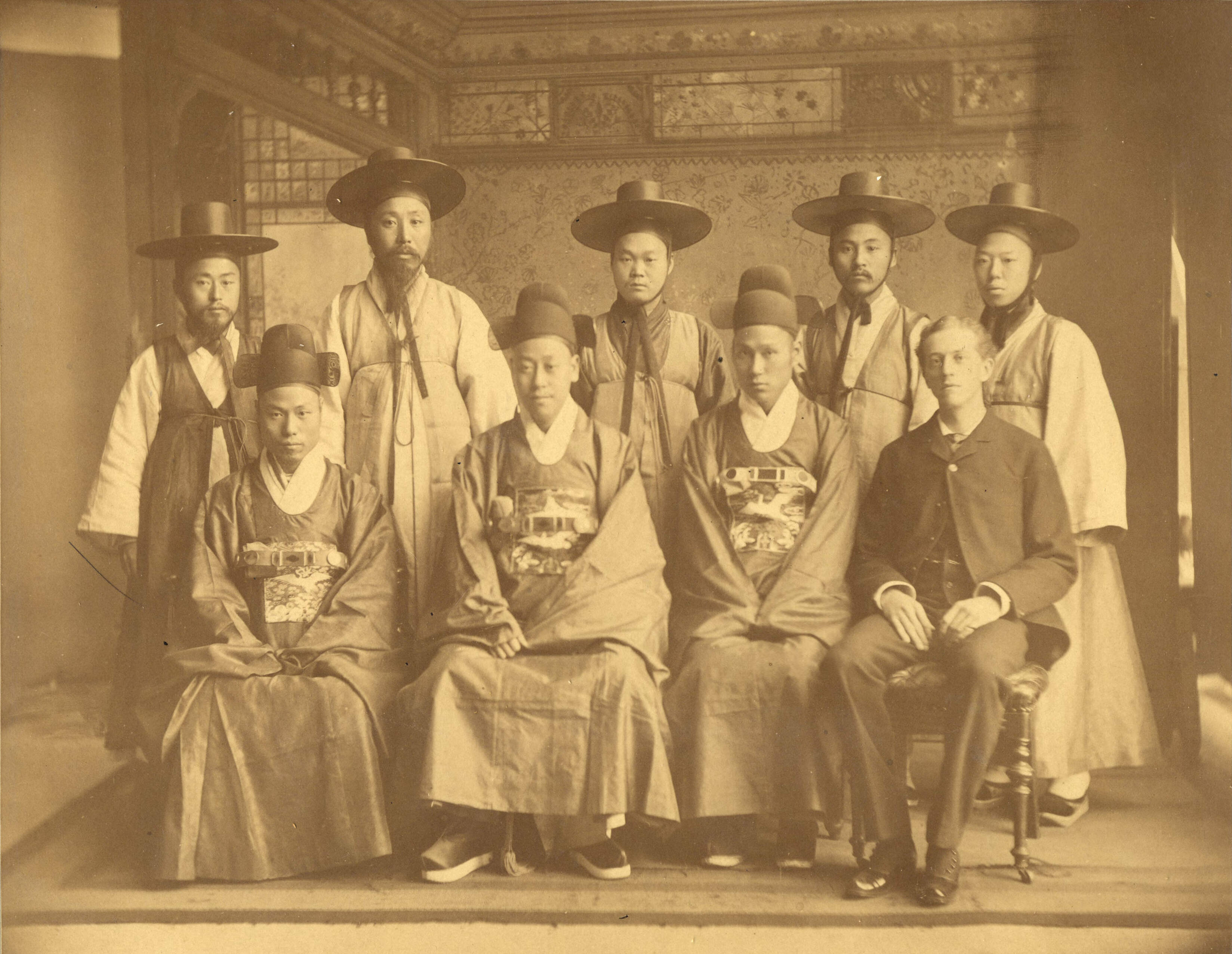
Envoyés coréens aux États-Unis.

Dans la Corée du royaume de Silla, les fonctionnaires érudits sont des membres de différentes castes strictement héréditaires et hiérarchisées selon le Système Kolp'um (골품제도). Dans ce système, ils occupent les « Rangs principaux 6, 5 et 4 » (두품). Leur pouvoir est limité par le clan royal qui monopolise les postes les plus importants.
À partir de la fin du VIIIe siècle, les guerres de succession au sein du royaume de Silla, ainsi que les fréquents soulèvements paysans, entraînent le démantèlement du système Kolp'um. Les anciens « Rangs principaux 6 » se rendent en Chine pour étudier, tandis que les hojok, ou seigneurs des châteaux, commandent des armées privées détachées du régime central. Ces deux factions finissent par fusionner, introduisant une nouvelle idéologie nationale qui est un amalgame de bouddhisme Chan, de confucianisme et de Feng Shui, et jetant les bases de la formation du nouveau royaume de Goryeo. Le roi Gwangjong de Goryeo introduit un système d'examen pour intégrer la fonction publique en 958, et le roi Seongjong de Goryeo le complète en mettant en place des d'établissements d'enseignement et des structures administratives de style confucéen, qui s'étendent pour la première fois aux différentes régions de Corée. Toutefois, seuls les aristocrates sont autorisés à se présenter à ces examens, et les fils des fonctionnaires de cinquième rang ou plus en sont totalement exemptés.
Dans la Corée du royaume de Joseon, l'occupation/catégorie des érudits comprend deux classes distinctes. La plus élevée en grade et prestige est la classe noble des yangban, qui empêchent les classes inférieures de passer les examens gwageo pour les postes les plus prestigieux, afin de pouvoir dominer la bureaucratie. Au-dessous des yangban on trouve les chungin, une classe de roturiers privilégiés comprenant des petits bureaucrates, des scribes et des spécialistes. Entre ces deux classes, celle des chungin est la plus faible en effectif, comparé aux yangban qui représentent 10 % de la population. À partir du milieu de la période Joseon, les officiers militaires et les fonctionnaires sont issus de clans différents.

### Vietnam

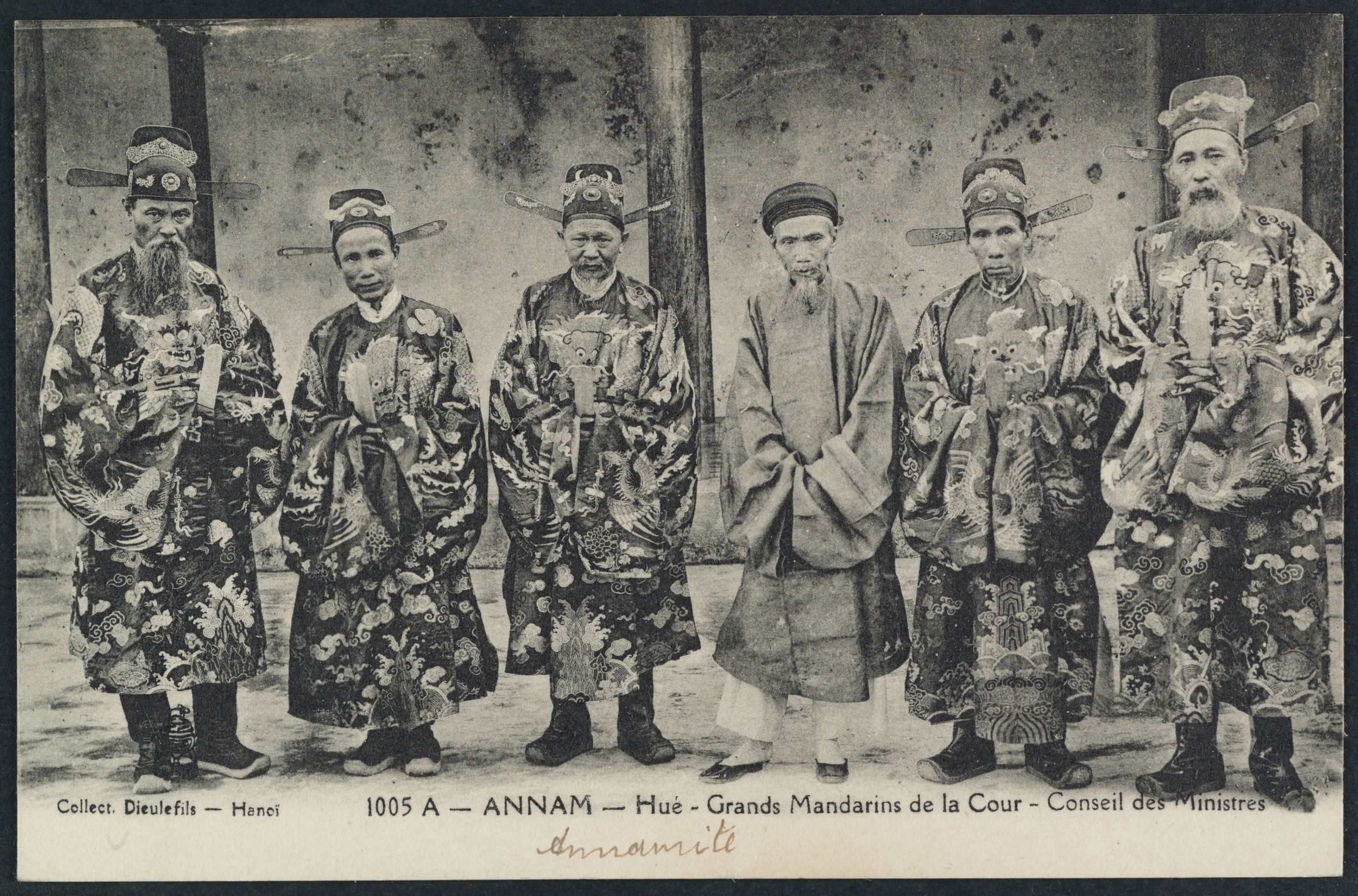
Mandarins vietnamiens du cabinet de l'empereur Duy Tân.

Les dynasties vietnamiennes adoptent également un système basés sur des examens, le khoa bảng (科榜) pour recruter des fonctionnaires érudits  au service du gouvernement,,,,. Les fonctionnaires sont également répartis en neuf grades et six ministères, et des examens sont organisés chaque année au niveau provincial, et tous les trois ans aux niveaux régional et national.
L'élite politique vietnamienne est composée de propriétaires terriens instruits dont les intérêts entrent souvent en conflit avec ceux du gouvernement central. Bien que toutes les terres appartiennent théoriquement au souverain et qu'elles sont censées être distribuées équitablement selon le Systéme des champs égaux (en) (chế độ Quân điền) et incessibles; la bureaucratie de la cour s'approprie de plus en plus de terres qu'elle loue à des métayers et engage des ouvriers pour les cultiver.
Malgré un système d'examen supposé promouvoir le mérite, les personnes d’origine non-aristocratiques ont peu de chances de devenir des mandarins au service de l'état, car elles n'ont pas accès à l'enseignement classique. Les titulaires de diplômes se regroupent souvent au sein de clans.

### Insulinde

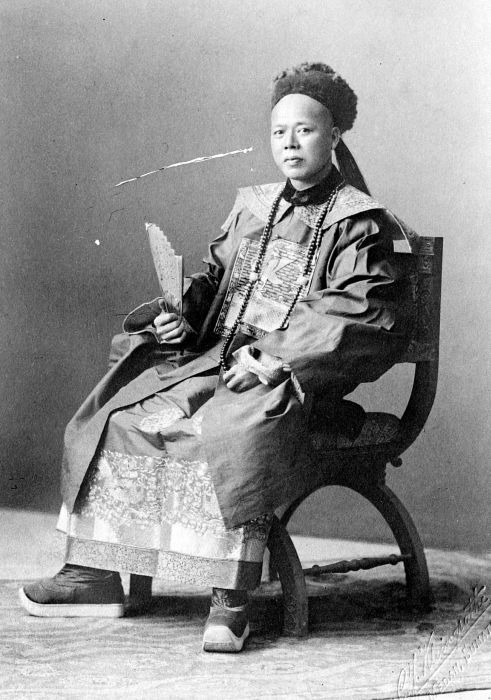
Tjong Ah Fie, un officier chinois des Indes néerlandaises.

Les différentes fonctions officielles chinoises se retrouvent, sous différents titres locaux, au sein des cours et des gouvernements des divers États précoloniaux d'Asie du Sud-Est, tels que les sultanats de Malacca et de Banten, et le royaume de Siam. Avec la consolidation de la domination coloniale, ils sont intégrés à la bureaucratie civile des colonies portugaises, néerlandaises et britanniques, exerçant des pouvoirs exécutifs et judiciaires sur les communautés chinoises locales relevant des autorités coloniales,,. Parmi ces titres, on trouve ceux de Chao Praya Chodeuk Rajasrethi et Sri Indra Perkasa Wijaya Bakti pour la dynastie thaïlandaise des Chakri, et celui de Kapitan Cina (lit :chef des Chinois) que porte le malais Yap Ah Loy, qui est sans doute le fondateur de la ville moderne de Kuala Lumpur.
Les familles de marchands chinois d'outre-mer de la Malaisie britannique et des Indes néerlandaises contribuent généreusement à la mise en place de programmes de défense et de secours en cas de catastrophe en Chine, afin d'être proposées à la Cour impériale pour l'obtention de grades officiels honorifiques. Ceux-ci vont de chün-hsiu, un candidat aux examens impériaux, à chih-fu (chinois : 知府 ; pinyin : zhīfŭ) ou tao-t'ai (chinois : 道臺 ; pinyin : dàotái), soit respectivement préfet et intendant de circuit. La plupart de ces sinécures achetées sont au niveau d'un t'ungchih (chinois : 同知 ; pinyin : tóngzhī), ou sous-préfet, et au-dessous. En revêtant les robes officielles allant avec leur rang lors de la plupart des cérémonies, ces dignitaires fortunés adoptent le comportement de fonctionnaires érudits. Les journaux de langue chinoise les citent exclusivement comme tels et la préséance dans les fonctions sociales est déterminée par leur titre.
Dans les Indes orientales néerlandaises, le gouvernement néerlandais nomme des officiers chinois, qui ont le rang de Majoor, Kapitein ou Luitenant der Chinezen, avec une juridiction légale et politique sur les sujets chinois de la colonie. Ces officiers sont pour la plupart recrutés dans les vieilles familles des "Cabang Atas", la noblesse chinoise de l'Indonésie coloniale. Bien que nommés sans avoir passés les examens d'État Chinois, ces officiers chinois imitent les fonctionnaires érudits de la Chine impériale et sont traditionnellement considérés localement comme les défenseurs de l'ordre social confucéen et de la coexistence pacifique sous les autorités coloniales néerlandaises. Pendant une grande partie de l'existence de cet office, la nomination à la fonction d'officier chinois est déterminée par le milieu familial, la position sociale et la richesse. Mais au XXe siècle, des tentatives sont faites pour nommer les individus méritants à un rang élevé, conformément à la "politique éthique" du gouvernement colonial.
Les associations de marchands et de travailleurs de Chine se transforment en fédérations Kongsi dans toute l'Asie du Sud-Est, soit des associations de colons chinois régies par la démocratie directe. À Kalimantan, ils établissent des États souverains, les républiques Kongsi, telles que la République de Lanfang, qui opposent une résistance acharnée à la colonisation néerlandaise lors des guerres Kongsi.

## Catégories en dehors des "quatre occupations"

Le célèbre empereur Tang Taizong (r. 626-649). L'empereur représente le summum de la société traditionnelle chinoise et son statut est au-dessus de celui des Shi.

De nombreux groupes sociaux sont exclus des "quatre occupations". Il s'agit des soldats et des gardes, du clergé et des devins, des eunuques et des concubines, des artistes et des courtisans, des domestiques et des esclaves, des prostituées et des travailleurs de basse classe autres que les fermiers et les artisans. Les personnes qui effectuent de telles tâches, considérées comme sans valeur ou "sales", sont placées dans la catégorie des "vilains" (賤人), ne sont pas enregistrées comme étant des roturiers et souffrent de certaines discriminations légales.

### Clan Impérial
L'empereur, incarnant le mandat céleste et représentant le pouvoir exécutif et judiciaire, est à un niveau social supérieur à celui des nobles et des fonctionnaires érudits. Selon le principe du Mandat du Ciel, le droit de gouverner est fondé sur la « vertu ». Si un dirigeant est renversé, cela est vu comme une preuve qu'il est indigne de régner et qu'il a perdu son mandat. De plus, il y a souvent des révoltes à la suite de désastres majeurs, car les citoyens y voient des signes indiquant que le mandat du Ciel a été retiré au dirigeant.
Le Mandat du Ciel n’exige pas une naissance noble, mais dépend plutôt d’une performance juste et compétente. Les Han et les Dynasties Ming ont été fondées par des hommes d'origines communes,.
Même si les membres de la famille impériale "directe" et les nobles de la famille "élargie" sont également très respectés, ils ne disposent pas du même niveau d’autorité.
Au cours des phases initiales et finales de la dynastie Han, de la dynastie Jin de l'Ouest et des dynasties du Nord et du Sud, les membres du clan impérial reçoivent des États, officiellement vassaux du trône, contrôlent l'armée et le pouvoir politique. Ils usurpent souvent le trône, interviennent dans la succession impériale ou déclenchent des guerres civiles. À partir du 8ème siècle, les membres du clan impérial de la dynastie Tang sont obligés de résider à la capitale tout en étant privé de fiefs. De même les membres du clan impérial de la dynastie Song sont également privés de tout pouvoir politique. La situation évolue durant la seconde partie de la dynastie Song, où les princes impériaux sont assimilés aux érudits et doivent passer les examens impériaux pour servir dans le gouvernement, comme les roturiers. La dynastie Yuan favorise la tradition mongole de distribution des khanats, et sous cette influence, la dynastie Ming relance également la pratique consistant à accorder des « royaumes » purement titulaires aux membres des clans impériaux, tout en refusant à ces derniers toute forme de contrôle politique. Ce n'est que vers la fin de la dynastie que certains ont été autorisés à participer aux examens permettant de se qualifier pour le service gouvernemental, comme n'importe quel érudit.

### Eunuques

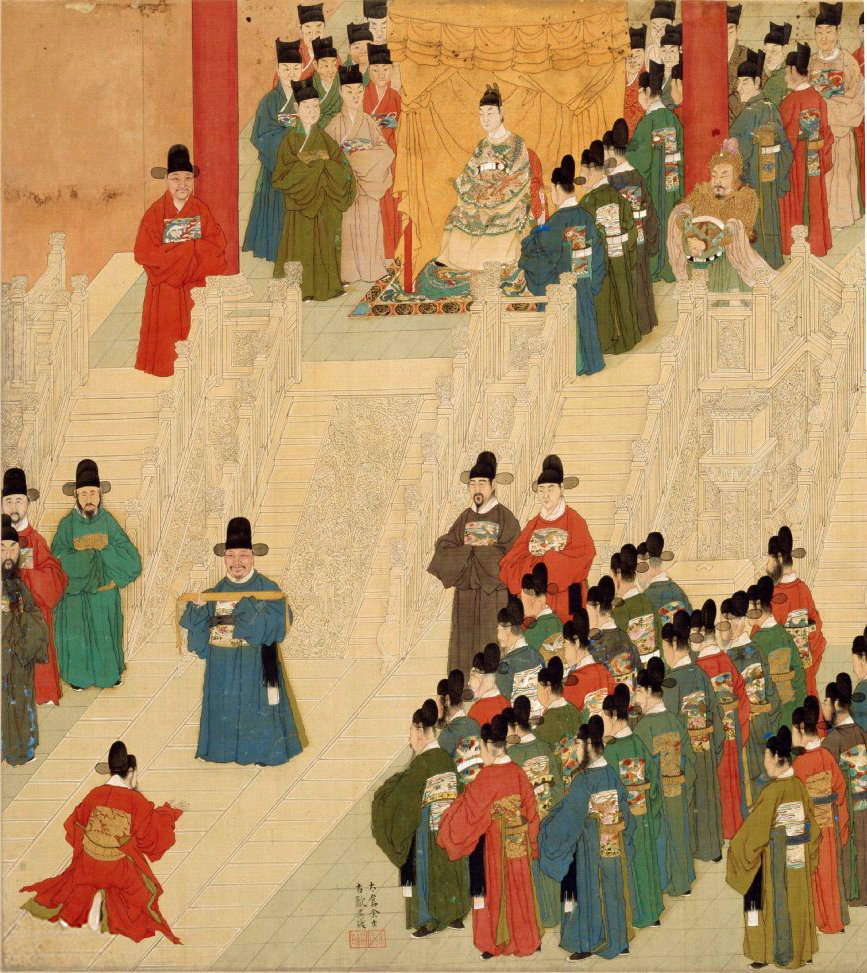
Conférence a la Cour Impériale, Dynastie Ming

Les eunuques de la cour qui servent les rois sont également considérés avec une certaine méfiance par les fonctionnaires érudits, car il y a plusieurs cas dans l'histoire de la Chine où des eunuques influents arrivent à dominer l'empereur, sa cour impériale et l'ensemble du gouvernement central. Dans un exemple extrême, l'eunuque Wei Zhongxian (1568-1627) fait torturer et tuer ses détracteurs de la "société Donglin", une mouvance confucéenne orthodoxe, alors qu'il domine la cour de l'empereur Tianqi. Wei est ensuite démis de ses fonctions par le souverain suivant et se suicide. Dans des textes de la culture populaire tels que The Book of Swindles (vers 1617) de Zhang Yingyu , les eunuques sont souvent dépeints de manière très négative, s'enrichissant par des impôts excessifs et se livrant au cannibalisme ainsi qu'a des pratiques sexuelles assimilées à de la débauche. Les eunuques de la Cité interdite à la fin de la période Qing sont tristement célèbres pour leur corruption, volant tout ce qu'ils pouvaient. La position d'eunuque à la Cité interdite offre de telles possibilités de vol et de corruption que d'innombrables hommes sont devenus des eunuques de leur plein gré afin de mener une vie meilleure. Ray Huang affirme que les eunuques représentent la volonté personnelle de l'empereur, tandis que les fonctionnaires représentent la volonté politique alternative de la bureaucratie. L'affrontement entre les deux aurait donc été un conflit d'idéologies ou de programmes politiques.

### Hommes de religion

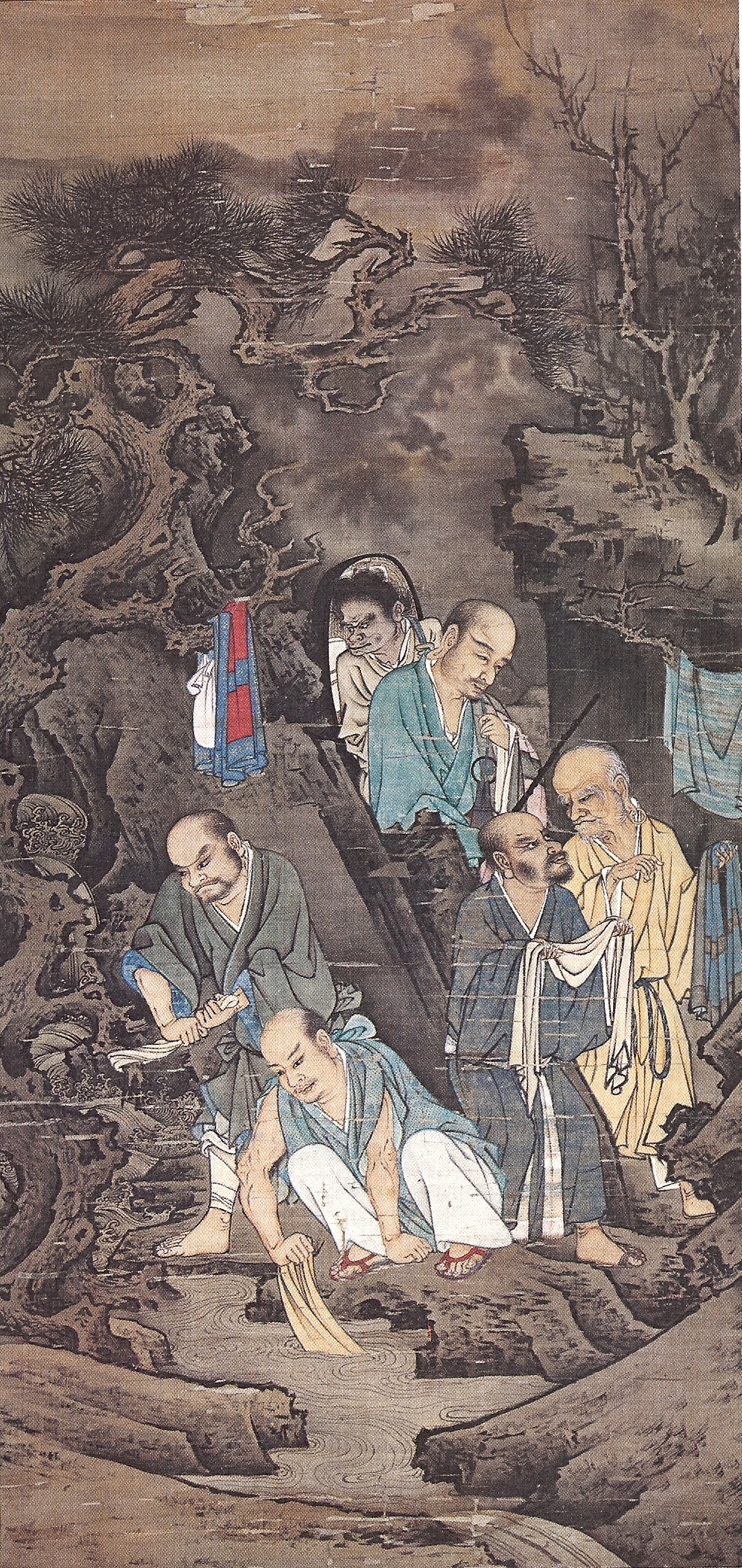
Lessive des Luohan, œuvre d'art bouddhiste représentant cinq luohan et un accompagnateur, par Lin Tinggui, 1178 apr. J.-C.

Les chamans et les devins de la Chine de l'âge du bronze ont une certaine autorité en tant que chefs religieux de la société, et en tant que fonctionnaires du gouvernement au début de la dynastie Zhou. Sous la dynastie Shang, qui précède les Zhou, les rois sont parfois décrits comme des chamans,, et sont peut-être les premiers médecins, fournissant des élixirs pour traiter les patients. Mais avec le développement du confusianisme, et surtout lorsque l'empereur Han Wudi fait du confucianisme la religion d'État, les classes dirigeantes manifestent des préjugés croissants à l'égard du chamanisme, empêchant les chamans et assimilés d'accumuler trop de pouvoir et d'influence, pour éviter qu'ils s'érigent en "hommes forts" capables d'obtenir une puissance militaires. Un bon exemple de chef religieux devenant un chef de guerre est Zhang Jiao, qui a conduit une secte taoïste à lancer une rébellion ouverte contre l'autorité du gouvernement des Han.
Les diseurs de bonne aventure, tels que les géomanciens et les astrologues, ne sont pas très appréciés.
La vie de moine bouddhiste connait un immense succès à partir du quatrième siècle, époque à laquelle l'exemption d'impôts lié à la vie monastique s'avère attrayante pour les paysans pauvres. 4 000 monastères financés par le gouvernement sont créés et entretenus au cours de la période médiévale. Mais cet âge d'or des monastères prend fin à la suite de nombreuses persécutions du bouddhisme en Chine, en grande partie dues à l'exemption fiscale des monastères bouddhistes qui épuise les finances de l'état, mais aussi parce que les érudits néo-confucéens voient le bouddhisme comme une idéologie étrangère et une menace pour l'ordre moral de la société.
Malgré tout, du IVe au XXe siècle, les moines bouddhistes sont souvent parrainés par l'élite de la société, parfois même par des érudits confucéens, les monastères étant décrits comme "d'une taille et d'une magnificence qu'aucune maison de prince ne pourrait égaler". Mais malgré les fortes sympathies bouddhistes des souverains des dynasties Sui et Tang, le programme des examens impériaux reste toujours défini par le canon confucéen, puisqu'il ne couvre que la politique et la législation nécessaires au gouvernement.

### Militaires

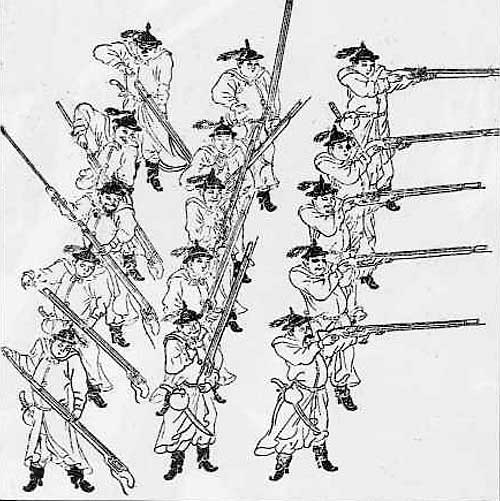
Troupes de la dynastie Ming en formation

La catégorie sociale des soldats est exclue des "quatre occupations" en raison de l'adhésion des érudits de la noblesse à la culture intellectuelle (文 wén) et à la détestation de la violence (武 wǔ). Les lettrés ne veulent pas légitimer ceux dont la profession est principalement axée sur la violence, et les exclure complètement de la hiérarchie sociale est donc un moyen de les maintenir à un niveau social non reconnu et non distingué.
Les soldats ne sont donc pas des membres très respectés de la société, en particulier à partir de la dynastie Song, en raison de la politique nouvellement instituée consistant à "mettre l'accent sur le civil et à dévaloriser le militaire" ((zh)). Les soldats sont traditionnellement issus de familles d'agriculteurs, tandis que d'autres sont simplement des débiteurs qui fuient leur terre, qu'ils soient propriétaires ou locataires, pour échapper aux poursuites de leurs créanciers ou à l'emprisonnement pour défaut de paiement des impôts. Les paysans sont encouragés à rejoindre des milices telles que le Baojia (保甲) ou le Tuanlian (團練), mais les soldats à plein temps sont généralement recrutés parmi les bandits ou les vagabonds amnistiés, et les milices paysannes sont généralement considérées comme les plus fiables,,.
À partir du IIe siècle avant J.-C., l'État encourage également les soldats qui se trouvent aux frontières de la Chine à s'installer sur leurs propres terres agricoles, afin que l'armée devienne autosuffisante sur le plan alimentaire, ce dans le cadre du système Tuntian (屯田), puis du système Weisuo (衛所) et enfin du système Fubing (府兵),. Via ces différents systèmes, plusieurs dynasties tentent de créer une caste militaire héréditaire en échangeant des terres agricoles frontalières ou d'autres privilèges contre un service militaire. Mais à chaque fois, la politique échoue en raison de la désertion rampante causée par le manque d'estime pour les métiers violents, et ces armées doivent être remplacées par des mercenaires ou même des milices paysannes,.
Cependant, pour ceux qui n'ont pas reçu d'éducation formelle, le moyen le plus rapide d'accéder au pouvoir et aux échelons supérieurs de la société est de s'enrôler dans l'armée,. Bien que les soldats soient considéré avec un certain dédain par les fonctionnaires érudits et les personnes cultivées, les officiers militaires ayant réussi leur carrière peuvent acquérir un prestige considérable. Enfin, malgré leur prétention à une position morale élevée, les officiers érudits commandent souvent des troupes et exercent le pouvoir militaire.

### Artistes

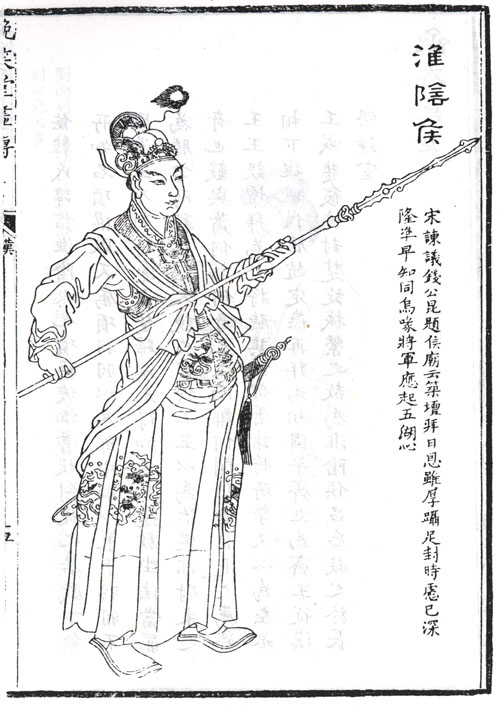
Sous la dynastie Han, Han Xin est passée de la misère au pouvoir politique grâce à ses succès militaires

Les divertissements en tout genre sont considérés comme peu utiles à la société et sont généralement pratiqués par la classe inférieure connue sous le nom de "vilains" (chinois : 賤民).
Les artistes et les courtisans dépendent souvent des riches ou sont associés aux lieux de plaisir, souvent perçus comme immoraux, des quartiers urbains dédiés au divertissement. Les musiciens qui jouent de la musique à plein temps ont un statut inférieur, faute de reconnaissance officielle.
La musique "correcte" est considérée comme un aspect fondamental de la formation du caractère et du bon gouvernement, mais la musique "populaire", définie comme ayant des "mouvements irréguliers", est critiquée et jugée corruptrice pour les auditeurs. Malgré cela, la société chinoise idolâtre de nombreux musiciens, et même des musiciennes (considérées comme séduisantes) telles que Cai Yan (vers 177) et Wang Zhaojun (40-30 av. J.-C.). Les aptitudes musicales sont même considérées comme un élément important pour juger du statut d'une personne à marier. Sous la dynastie Ming, les musiciennes sont si nombreuses qu'elles jouent même pour les rituels impériaux.
On trouve couramment des troupes de théâtre privées installées dans les maisons des familles riches.
Les danseuses professionnelles de l'époque ont un statut social peu élevé et nombre d'entre elles embrassent cette profession pour sortir de la pauvreté. Certaines, comme Zhao Feiyan, ont ensuite accédé à un statut plus élevé en devenant concubines. Une autre danseuse, Wang Wengxu (王翁須), a été forcée de devenir chanteuse-danseuse domestique, avant de devenir la mére du futur empereur Han Xuandi,.

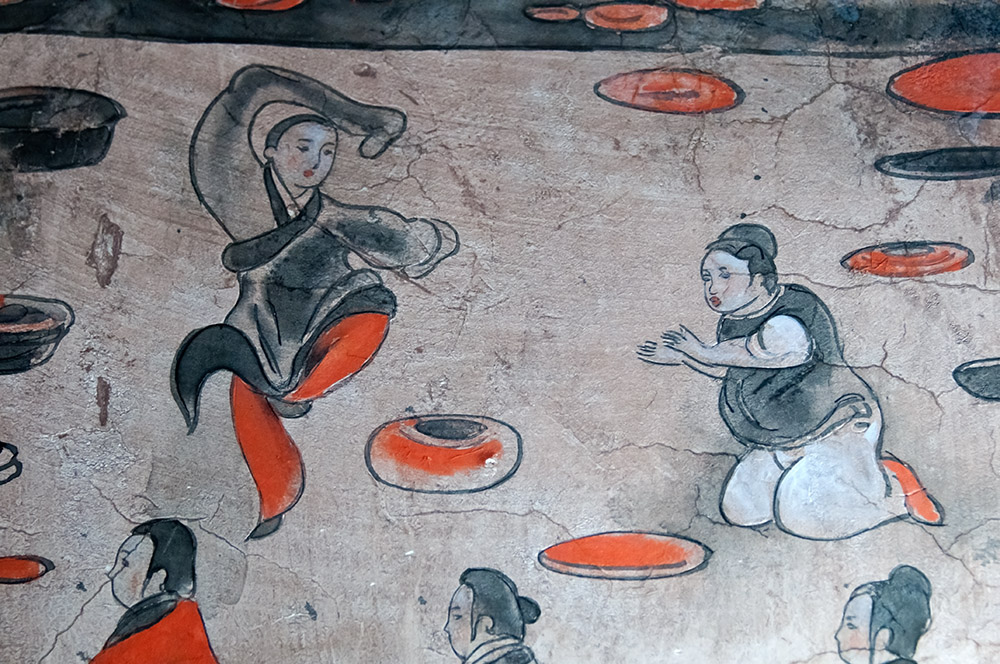
Représentation d'une danseuse de la dynastie des Han de l'Est, peinture murale de la tombe de Dahuting

Des institutions sont créées pour superviser la formation et les représentations de musique et de danse à la cour impériale, comme le Bureau de la Grande Musique (太樂署) et le Bureau des Tambours et des Flutes (鼓吹署), responsables de la musique des cérémonies. L'empereur Gaozu créé l'Académie royale, tandis que l'empereur Xuanzong établi l'Académie du Jardin des poires qui est chargée de la formation des musiciens, des danseurs et des acteurs. La cour impériale compte environ 30 000 musiciens et danseurs sous le règne de l'empereur Xuanzong, la plupart d'entre eux étant spécialisé dans le yanyue. Tous sont placés sous l'administration du Bureau des Tambours et des Flutes et d'une organisation faîtière appelée Temple Taichang (太常寺).
Malgré cette prolifération d'institutions, les artistes professionnels qui en sortent ont un statut aussi bas que le reste de la profession.

### Esclaves

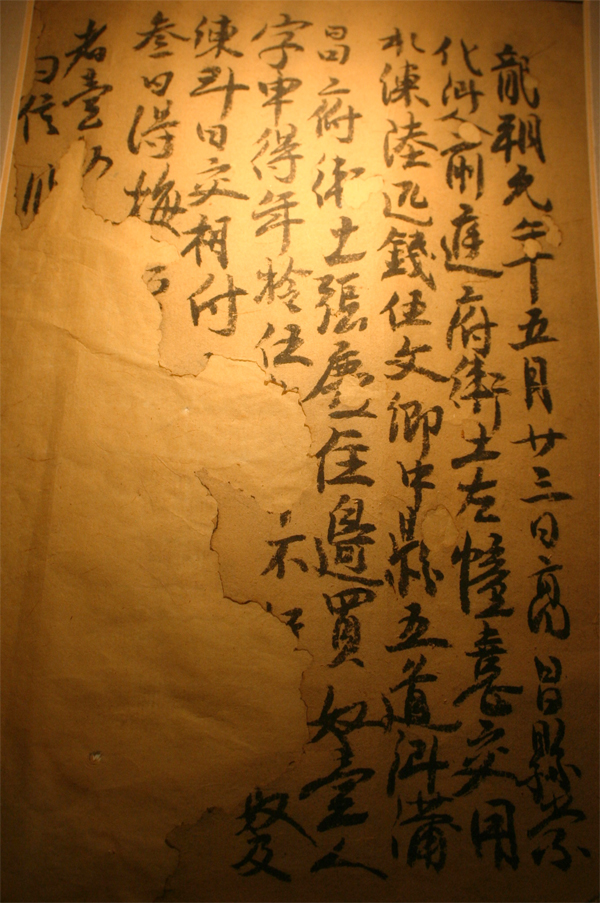
Contrat pour l’achat d'un esclave, dynastie Tang, Xinjiang

L'esclavage est relativement peu répandu dans l'histoire de la Chine, mais il est pratiqué, en grande partie comme punition judiciaire pour les crimes,,. Sous les dynasties Han et Tang, il est illégal de faire le commerce d'esclaves chinois qui ne sont pas des criminels, mais celui des esclaves étrangers est accepté,. L'empereur Wang Mang de la dynastie Xin, l'empereur Hongwu de la dynastie Ming et l'empereur Yongzheng de la dynastie Qing tentent bien, chacun leur tour, d'interdire totalement l'esclavage, mais sans y parvenir,,. L'esclavage illégal d'enfants a souvent lieu sous le couvert d'adoption d'enfant issus de familles pauvres. Des chercheurs tels que Sue Gronewold ont émis l'hypothèse que jusqu'à 80% des prostituées de la fin de l'ère Qing auraient été des esclaves.
On retrouve au sein de la société des Six dynasties, de la dynastie Tang et, dans une certaine mesure, de la dynastie Song, un système complexe de classification des groupes serviles, regroupés sous le terme de "mauvaises personnes" (賤人), qui constituent des positions intermédiaires entre les quatre occupations et l'esclavage pur et simple. On y trouve, par ordre décroissant:
- les musiciens des sacrifices impériaux 太常音聲人
- les gardes en général 雑戶, y compris les gardes des tombeaux impériaux
- les musiciens domestiques 樂戶
- les gardes officiels 官戶
- les esclaves du gouvernement 奴婢

Et au service des particuliers,
- les serviteurs personnels 部曲
- les servantes 客女
- les esclaves privés 家奴

Ces esclaves effectuent un large éventail de tâches au sein des ménages, dans l'agriculture, pour délivrer des messages ou en tant que gardes privés.

## Voir également
- Société japonaise à l'époque d'Edo
- Trois ordres
- Société et culture sous la dynastie Han
- Société sous la dynastie Song
- Yangban, Chungin, Sangmin et Cheonmin en Corée
- Youxia
- Kheshig
- Samouraï
- Hwarang